# Época preincaica

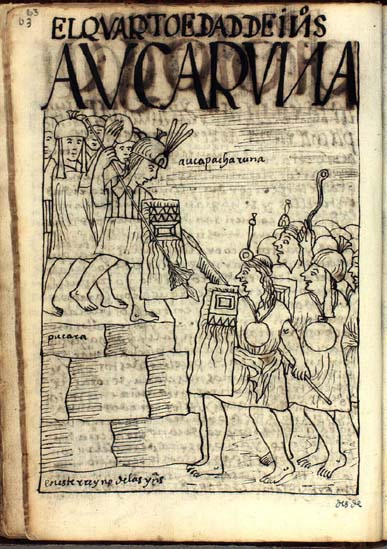
El Intermedio Tardío retratado por Guamán Poma bajo la designación de «El quarto edad de indios». Es representado como el tiempo de los guerreros (awqa runa): un periodo conflictivo y violento.

En la historiografía de varios países de América del Sur, el adjetivo preincaico o preinca designa a las realidades históricas que existieron en un territorio determinado antes de su anexión al Imperio del Tahuantinsuyo el Imperio gobernado por los Incas. El Imperio del Tahuantinsuyo se extendió por gran parte de la Cordillera de los Andes por un breve periodo entre 1438 y 1529, inicio de la debacle inca acaecida en el contexto de la guerra civil, el periodo transicional y la consolidación del dominio español en el Perú.  
Algunas culturas preincaicas fueron parte del proceso cultural del cual nació el estado incaico, en el seno de la tradición peruana; otras, en cambio, tuvieron solo contactos esporádicos o breve influencia de o sobre las culturas del Antiguo Perú.
Las investigaciones arqueológicas precolombinas sobre América designan a Mesoamérica y los Andes centrales, como los núcleos que generaron los procesos culturales más complejos. Aquí la ciudad y el estado son las expresiones culturales y políticas más logradas de su evolución  
En ambas áreas, en los primeros cinco siglos de nuestra era, la ciudad y el estado se manifestaron prístinamente, como producto de largos procesos autónomos de experimentación y descubrimiento.
Al momento de la expansión de los incas, los pueblos de América del Sur presentaban niveles de complejidad social distintos y su desarrollo histórico no fue parejo ni homogéneo. Las civilizaciones más antiguas de Sudamérica surgieron en la costa central del Perú hacia el IV o III milenio a. C. y fue extendiéndose a lo largo de más de cuatro milenios de historia; tras suscitarse nuevas tradiciones culturales hacia el siglo II a. C., éstas se extendieron primero al Altiplano y luego fueron extendiéndose hasta latitudes como el noroeste argentino, donde las primeras sociedades complejas aparecen en el siglo XIII. Otros pueblos conquistados por el ejército incaico fuera de la co-tradición andina se organizaban en señoríos étnicos o jefaturas independientes sin ningún aparato estatal de por medio. En la costa de Ecuador surgen las primeras jefaturas hacia el IV milenio a. C., entretanto los pueblos del Chile central entrarán a la revolución agrícola recién en el II milenio de nuestra era. En las restantes regiones del subcontinente, como es el caso de la Amazonia, el Chaco y las Pampas, las sociedades no habrían alcanzado complejidad mayor a la tribal.

## Periodificación de las épocas preincaicas
Uno de los primeros en plantear una periodificación en la historia preincaica fue el cronista indígena Felipe Huamán Poma de Ayala, quien dividió las épocas preincaicas en cuatro, que fueron:
- Uari Uira Cocha Runa (Wari Wira Qucha runa)
- Uari Runa (Wari runa)
- Puron Runa (Purum runa)
- Auca Runa (Awqa runa)

Luego reinaron los incas. Huamán Poma calculó en 5300 años de antigüedad la historia preincaica.
En épocas más contemporáneas han surgido diversas hipótesis e intentos de periodizar las culturas preincaicas; algunos basándose en diseños cerámicos, otros en sistemas organizativos. Algunos de los primeros en plantear periodificaciones fueron Max Uhle y Julio César Tello, ambas periodizaciones se destacaron por tratar de verificar sus teorías del origen de las culturas andinas; Uhle sosteniendo que la cultura andina surgió de las culturas mesoamericanas y Tello sosteniendo que el origen de las culturas andinas estuvo en la Amazonía. También destacan A. Kroeber, W. Bennett y W.Strong durante 1920 y 1940. En 1949 se inicia la utilización del método radiocarbónico para la datación de objetos orgánicos, con lo cual la periodificación de las culturas preincaicas se hace más preciso.
Posteriormente E. Lanning propone unos cuadros basados en estudios de desarrollo que son ajustados por J. Rowe quien plantea dos grandes estadios que son: prealfarero y alfarero. A su vez el periodo alfarero lo dividió en:
- Periodo inicial
- Horizonte temprano
- Intermedio temprano
- Horizonte medio
- Intermedio tardío
- Horizonte tardío

Luis Lumbreras cuestiona a John Rowe y plantea otra periodificación en la que se dividen:
- Lítico
- Arcaico
- Formativo
- Desarrollo regional
- Imperio wari
- Estados regionales
- Imperio Tahuantinsuyo

Los dos últimos diseños se basaron en el área del Perú fundamentalmente y es complicado asociarlos con la historia prehispánica del Ecuador o Colombia.

### Periodo arcaico
El periodo arcaico se caracteriza por un cambio en los sistemas de subsistencia de los pobladores del área andina y ribereña del pacífico. Este periodo coincide con la segunda fase climática del Holoceno que también es llamado Holoceno medio u optimun climaticum, que se caracterizó por el clima cálido y benigno tanto en la sierra como en la selva.
Los pobladores se van haciendo sedentarios, el hombre americano inicia la domesticación de animales y plantas, por su parte las sociedades humanas se organizan en tribus y aldeas de poca complejidad.

### Las primeras aldeas y centros regionales
Las más antiguas aldeas en el área aparecieron en la costa desértica, estos asentamientos se basaron principalmente de los recursos del mar. Al parecer varios grupos pescaban y capturaban peces, cazaban mamíferos marinos y mariscos hacia 5500 a. C. o quizás el 6500 a. C.
La Paloma era una aldea grande de las familias de pescadores que vivían en chozas circulares, allí se encontraron redes de pesca, sedales, etc. También apareció cierta horticultura donde la calabaza eran utilizadas como flotadores. La Paloma tenía contacto con otros grupos en la misma sierra andina para el intercambio. Esto se llevó a cabo por el crecimiento demográfico, las aldeas ubicadas a los márgenes de los ríos se dedicaron a agricultura.
La construcción de pequeños templos como en Huaricoto y La Galgada hacia 2800 a. C. o quizás antes. Ya para el 2200 había por lo menos seis centros, estos asentamientos comenzaron a funcionar como centros ceremoniales. Para esta época todos o casi todos los habitantes vivían en viviendas relativamente humildes.
Gracias a la motivación religiosa se crea la cooperación laboral, los enterramientos Precerámico andino de La Galgada reflejan la ausencia de jerarquía social, todos los hombres, mujeres y niños eran colocados en tumbas y los objetos que se les colocaban a los muertos eran casi iguales para toda persona del mismo sexo y grupo edad.
La agricultura a nivel mundial supuso un cambio considerable en los hábitos de vida. La producción de alimentos cultivados representa un incremento de alimentos y excedentes temporales que implica el surgimiento de nuevas actividades económicas y sociales En América, los principales centros de domesticación de plantas fueron Mesoamérica, los Andes centrales, la amazonia, los Llanos del Orinoco y la cuenca del Misisipi. Diversas especies silvestres fueron domesticadas:
Maíz (Zea mays)Según Cohen, el maíz sería mesoamericano pues en América Andina no existe la especie ancestral denominada teosinte; existen muestras en Rosasmachay (Ayacucho) que datan del 3000 a. C. y según Flannery están relacionados con el teosinte, por lo cual no se descarta la domesticación independiente en Mesoamérica y los Andes.  Algunas otras muestras de maíz en los Andes centrales alcanzan los 2140 a. C. como el cazo de la Cueva de los Gavilanes en Huarmey (cabe indicar que otras muestras en la misma cueva han sido fechadas en 1750 a. C., 1595 a. C. y 1250 a. C.). En el caso mesoamericano la muestra más antigua data del 7400 a. C.  En las cuevas de Allqowin (Perú) ―hacia el 12 000 a. C. el arqueólogo Cavalcanti encontró muestras de maíz. Posteriormente también se encontraron semillas de maíz del 6000 a. C. en Jayhuamachay (Perú).[cita requerida]
Yuca (Manihot esculenta)Este alimento es originario de las selvas amazónicas, pero su domesticación parece estar asociada a los llanos del Orinoco entre Colombia y Venezuela. Las muestras en el Perú datan del 1000 a. C. mientras que en Venezuela y Colombia retroceden al 2000 a. C.
Camote (Ipomoea batatas)Existen discrepancias sobre su domesticación, pero los botánicos se inclinan por los Andes orientales y la floresta amazónica sobre su posible domesticación. Los vestigios más antiguos de este cultivo proceden de la costa desértica del Perú.
Maní (Arachis hypogaea)Su origen estaría en la región subandina de Bolivia, cultivada por las tribus sedentarias del sur boliviano entre los 10.000 a. C., posteriormente se extendería por toda el área andina, cultivada por debajo de los 1800 m s. n. m. En Perú la muestra más antigua data del 1800 a. C.
Achira (Canna edulis)Su origen estaría en los Andes orientales entre Perú, Bolivia y noroeste de Argentina. En el Perú la muestra más antigua data del 2300 a. C.
Papa (Solanum' spp.)Este producto fue exclusivo de los Andes hasta la conquista española. En el año 2000 se contabilizaron 150 variedades de papas (Solanum tuberosum) en los Andes, las cuales fueron divididas en cinco grandes grupos:
- Tuberosum, cuyas especies se distribuyen en la zona de Chile central y sur.
- Andigena, que se distribuye desde Venezuela hasta el norte de Argentina.
- Chaucha, distribuida solo en Perú y Bolivia.
- Phureja, se encuentra desde Venezuela hasta la zona central de Bolivia.
- Stenotomum, distribuida solo en Perú y Bolivia.

En todos estos casos las historias son difusas, pero las muestras más antiguas proceden del sitio arqueológico de Monte Verde (Chile) y dataría del 11 000 a. C., la papa de Monte Verde fue denominada S. Maglia y alcanza entre 3 y 4 cm de diámetro, su hábitat se ubica entre los 700 y 2000 m s. n. m. no es de sabor amargo y se consume actualmente en los Andes centrales de Chile y Argentina.  En Ayacucho (Perú) existen datos de papas plenamente domesticadas que tienen aproximadamente 5000 años de antigüedad (3000 a. C.), se cree que las muestras obtenidas en la Cueva de Tres Ventanas (alto Chilca) son más antiguas que las de Ayacucho, en tanto que las muestras de papas domesticadas en Chiripa - Bolivia tendrían 2400 años de antigüedad (400 a. C.).
Quinua (Chenopodium quinoa)En su forma silvestre se halla en varias zonas de América del Sur. Existe un descubrimiento en Ayacucho de 6500 años de antigüedad (4500 a. C.), pero este hallazgo es dudoso. Las más antiguas y fiables pertenecen al noroeste de Argentina con 2000 años de antigüedad.
Cañihua (Chenopodium pallidicaule)Es un grano semidomesticado cuyas muestras arqueológicas son insuficientes por problemas de conservación.
Calabazas y zapallos (Cucurbita ficifolia, C. moschata, Lagrnaria siceraria, C. maxima)Son vegetales ampliamente distribuidos en América y probablemente constituyen el primer alimento vegetal domesticado en el continente. En Huaca Prieta, Virú, Casma y Ancón (todos en Perú) existen muestras de 5000 años de antigüedad (3000 a. C.). En tanto la especia C. máxima tiene ancestros silvestres en Argentina y Bolivia, a la que se le denomi0na C. andreana.  La especie ancestral C. ecuadorensis, actualmente crece silvestre en Ecuador. Mientras que en los Andes del Perú la muestra más antigua procede de Ayacucho y Cachi, alcanzando los 4200 años de antigüedad (2200 a. C.).  A nivel de América las muestras arqueológicas más antiguas de esta especia corresponden a México y datan del 8000 a. C.
Hasta ahora se sabe que de las cinco especias domesticadas, solo la especie C. máxima fue domesticada en Sudamérica.
Frijoles (Phaseolus vulgaris y Phaseolus lunatus)Las evidencias indican su domesticación temprana en los Andes orientales del Perú. Existen muestras de 7600 años de antigüedad (5600 a. C.) en la Cueva del Guitarrero (Perú). Mientras que la especie C. plagioesperma tiene 4800 años de antigüedad (2800 a. C.) en muestras halladas en Ayacucho (Perú).
Ají (Capsicum sp.)Los estudios indican que este vegetal tiene tres puntos de domesticación: Mesoamérica, la Amazonía y el Chaco. Todas con ancestros diferentes por lo que se deduce que fueron domesticadas por separado e independientemente.
Algodón (Gossypium barbadense)Se encuentra en estado silvestre al noreste del Brasil. Pichersgill sostiene que su domesticación se dio por separado en dos regiones: el actual Ecuador y la cuenca del Amazonas. Existen muestras arqueológicas de esta misma especie encontradas domesticada en Ancón, Perú.

### Periodo formativo

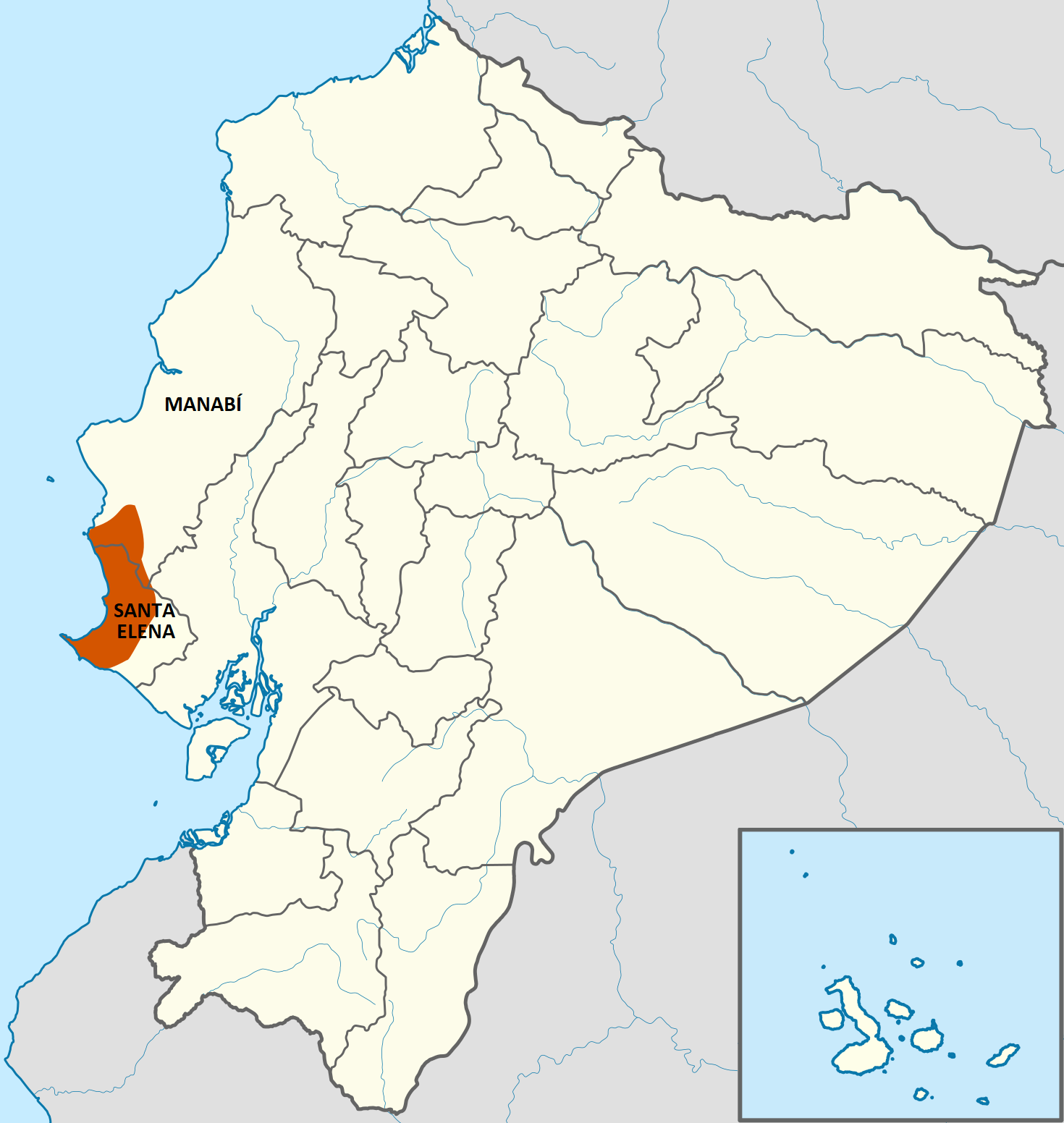
Área de ubicación de la cultura Valdivia, la primera cultura alfarera de América.

En el periodo formativo de la zona centro andina se consolida la vida aldeana y las actividades organizadas de supervivencia colectiva (agricultura y ganadería), las jerarquías sociales van avanzando en complejidad, los centros ceremoniales aumentan en número, al igual que la población que experimenta un gran avance demográfico.
La cultura americana con alfarería más antigua de América la constituye la cultura Mayo-Chinchipe-Marañon(5500-1700 a. C.) cultura Valdivia (4400-1450 a. C.), a la que luego sigue cronológicamente la cultura machalilla (2259-1320 a. C.) y Chorrera (1330-550 a. C.) todas en el actual Ecuador. Hacia el 1700 a. C. la alfarería ingresa al Perú, evoluciona, y se expande por los Andes centrales y sureños.
La influencia de la cultura Valdivia puede observarse en Huaca Prieta en el valle de Chicama, además de Negritos y San Juan en el valle de Piura, Bagua y Pacopampa. En los casos de los diseños de Huaca Prieta, el parecido con Valdivia es tal que se planteó que los alfareros del valle de Chicama conocieron la cerámica Valdivia (otros autores plantearon que la cerámica de Huaca Prieta fue traída desde Valdivia).
Algunos estudiosos plantearon que el periodo formativo se iniciaba con la aparición de la alfarería, pero este argumento es arbitrario pues existieron en la zona centro andina civilizaciones complejas sin cerámica, como lo demuestran los descubrimientos en Caral, El Áspero (Supe), El Paraíso (Chillón), La Galgada y Huaricoto (Callejón de Huaylas).
Para que a un grupo humano se le asigne al periodo formativo tiene que cumplir con cuatro aspectos:
- Tener un liderazgo formalizado y élites que la sustenten, en otras palabras deben tener el poder de la autoridad centralizado.
- Integración social
- Religión como poder político
- Territorialidad

### Los desarrollos regionales o Intermedio temprano
Esta etapa de la historia preincaica tuvo diversas denominaciones a lo largo de la historia. Para Uh-le fue la «etapa de las culturas protoides» (protochimu, protonazca, etc.), mientras que para Julio C. Tello fue la «segunda época» o la «3.ª civilización del litoral».
Pero fue John Rowe quien acuña el término «intermedio temprano», etapa que posteriormente Bennett y Bird propusieron que se dividiera en: experimentadores y maestros artesanos.
En 1959, Steward y Faron propusieron que esta etapa debería denominarse «etapa de los estados regionales», luego en 1962 Collier lo denomina «periodo clásico» y en 1969, Luis Lumbreras lo denomina «desarrollos regionales».
Las evidencias arqueológicas que caracterizan a esta etapa son el desarrollo artístico avanzado, una marcada diferenciación social, jerarquización de las deidades, desarrollo arquitectónico público-monumental, comercio de artículos exóticos y materias primas a larga distancia, crecimiento demográfico sostenido; por todo esto G. Willey y P. Phillips sostienen que esta etapa es el inicio del urbanismo en América (tanto en el área mesoaméricana como en los Andes centrales); sobre el incremento demográfico en este periodo, Lanning sostiene que la población en la costa moche superó los 2 millones de habitantes.
Pero no todos los desarrollos culturales alcanzaron estos niveles de complejidad, y claramente destacan dos civilizaciones durante este periodo por su consolidación como estado: cultura mochica y Tiahuanaco; ambos con desarrollos estilísticos y políticos distintos, en condiciones geográficas distintas.
Durante este periodo coexistieron los vicus, gallinazo y cajamarca; cercanos a los mochicas. En el caso de los mochicas existen evidencias de su arquitectura monumental de forma piramidal y entierros que dan a entender la existencia de patrones fúnebres estatales y religiosos, aunque todavía se desconoce cuál habría sido su capital.
Más al sur, los tiahuanaco mostraron un desarrollo sociopolítico sin precedentes, superando las dificultades que representaba su entorno ecológico (el altiplano sobre los 3800 m s. n. m.). Según estudios hechos por Kolata, los tiahuanaco desarrollaron una agricultura con excedentes que permitieron la subsistencia de la élite. A diferencia de los mochicas, los tiahuanaco tuvieron un control vertical de los ecosistemas con enclaves en las yungas del pacífico y de la vertiente amazónica, además de controlar el pastoreo de altura en la meseta del Collao.
Otras civilizaciones que llegaron a un nivel de complejidad cultural considerable durante este periodo fueron los Lima, Nazca, Huarpa y Recuay todas en el actual Perú.

### El periodo de los estados panandinos u horizonte medio

Mapa de la máxima expansión de las civilizaciones Huari y Tiahuanaco.

Durante este periodo surge el fenómeno político Huari y se consolida la expansión tiahuanaco. La religión de Tiahuanaco y sus estilos alfareros se expanden fuera de su territorio alcanzando en sus inicios al estado Huari, poco después Huari consolida sus propios estilos artísticos y los irradia reafirmando su presencia política en gran parte de los Andes.
Este periodo se caracteriza por la institucionalización del ejercicio del poder y la profundización de la religión, esto durante el 550 y 900 d. C. (aunque un existen discrepancias sobre los posibles ocasos de los huari y los tiahuanaco).
Si bien es cierto, la institucionalización del poder en las civilizaciones andinas ya se había dado en épocas anteriores, es durante este periodo en el que alcanza un alto grado de complejidad que hasta la llegada de los españoles solo sería superado por los incas. Por esto, las etapas anteriores son tomadas como de experimentación política, y el horizonte medio como la etapa final; a partir de aquí en adelante las civilizaciones del área central andina reinterpretaron los patrones sociales y religiosos alcanzados por los huari y los tiahuanaco.
Existen teorías que sostienen que el colapso de la civilización Huari y Tiahuanaco sobreviene luego de un periodo prolongado de sequías en los Andes centrales.

#### La sequía de los siglos X y XII
Los datos sobre esta sequía los proporcionó un estudio hecho en el nevado Quelccaya por Thompson, y sus resultados fueron utilizados por Kolata, Moseley y Shimada para explicar los cambios sociopolíticos que propiciaron el colapso de las civilizaciones y el proceso de reestructuración cultural que afrontaron luego las sociedades del área central andina.
Esta sequía afectó gran parte de la zona central andina correspondiente a los actuales Perú, Bolivia y norte de Chile; la disminución de la pluviometría inicia hacia el año 950 d. C. y acentuándose en el 1100 d. C., los niveles altos de pluviosidad se restablecen en el 1300.

### Las culturas regionales tardías o Intermedio tardío
Luego del colapso de las culturas Huari (900 d. C.) y Tiahuanaco (1100 d. C.), las sociedades del área central andina entraron en crisis; algunos autores consideran que hubo un proceso de involución cultural. El área inició un proceso de reorganización de sus patrones culturales, los pueblos se reúnen en pequeñas aldeas y se observan restos arqueológicos que afirman que durante los inicios de este periodo las aldeas procuraron la seguridad.
En las zonas altas de los Andes, se procuró construir en laderas de los cerros o en las cimas de estos; teniendo preferencia por las zonas húmedas. Es notable que durante este periodo, salvo algunas excepciones, las culturas sobre los 1000 m s. n. m. no alcanzaron grandes sistemas de complejidad política al nivel de Huari o Tiahuanaco. Aunque los restos arqueológicos de este periodo nos proporcionan algunos fenómenos urbanísticos notables como Choquepuquio (cultura Killke), Hatun Colla (Cultura Colla) o Iskanwaya (Cultura Mollo).
En la costa se vivió una realidad completamente distinta a la de las zonas altas, y por lo menos dos civilizaciones alcanzaron estabilidad política y complejidad cultural, estos son los casos de Chimú y Chincha.

## Tabla de culturas preincas por fecha
Esta es una lista de las culturas arqueológicas que se desarrollaron en territorios absorbidos posteriormente por el Imperio incaico entre los siglos XV y XVI de nuestra era.
| Cultura    | Fecha de aparición | Fecha de final | Países        |
| ---------- | ------------------ | -------------- | ------------- |
| Chinchorro | 7020 a. C.         | 1500 a. C.     | Perú, Chile   |
| Marañon    | 5500 a. C.         | 1700 a. C.     | Perú, Ecuador |
| Valdivia   | 4400 a. C.         | 1450 a. C.     | Ecuador       |
| Caral      | 3700 a. C.         | 1800 a. C.     | Perú          |
| Sechin     | 3600 a. C.         | 200 a. C.      | Perú          |
| Cupisnique | 3200 a. C.         | 200 a. C.      | Perú          |

## Culturas preincaicas por época cronológica

### Periodo lítico

#### La cultura chinchorro

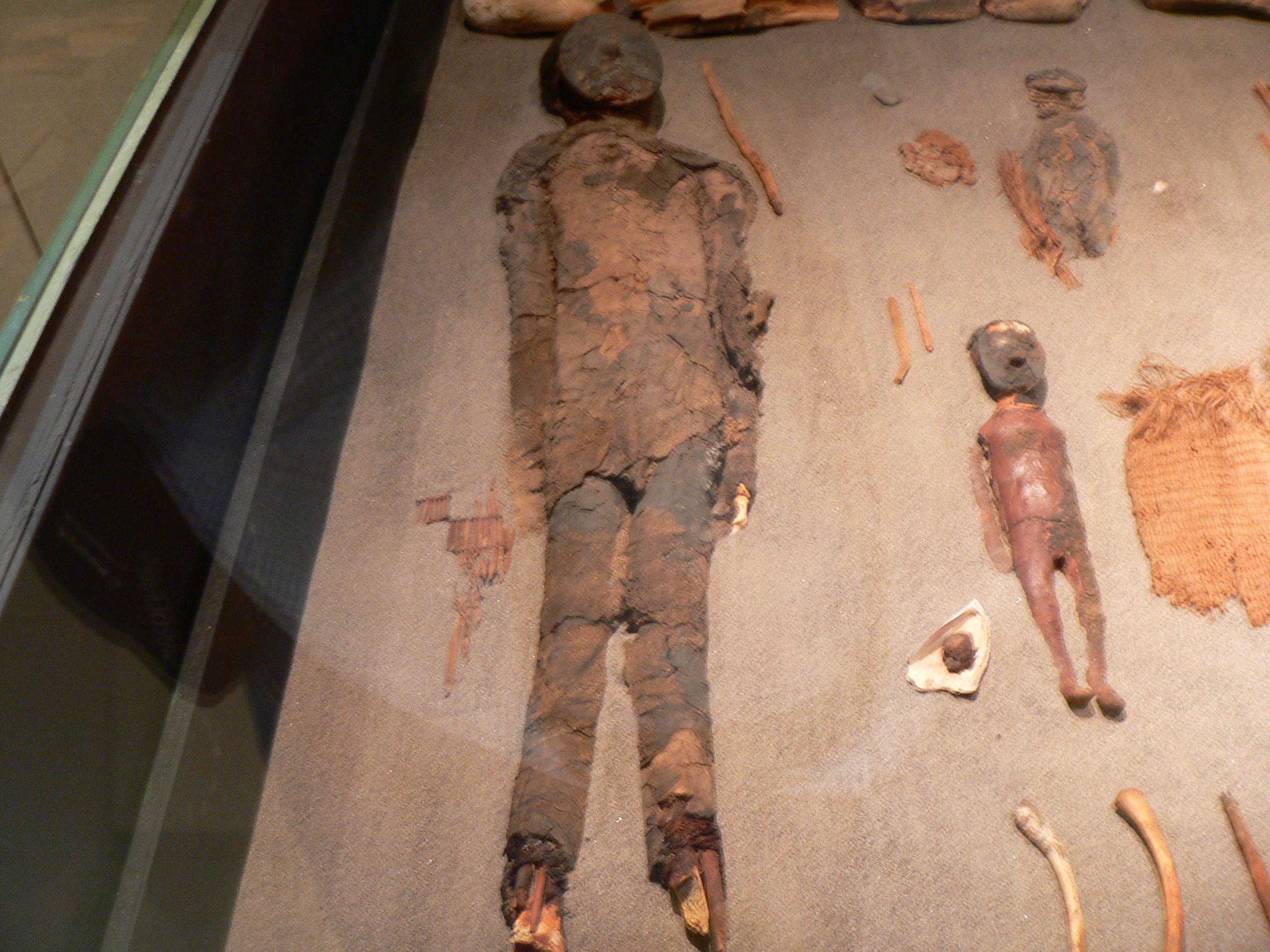
Momias de la cultura chinchorro.

Los chinchorro fueron una cultura precolombina que habitaron una amplia región desértica de la costa central de América del Sur entre el 9000 y el 1500 a. C. Abarcando el norte del actual Chile (regiones de Tarapacá y Arica y Parinacota) y el extremo sur del actual Perú (departamento de Tacna).
Fueron antecesores de los camanchacos (pescadores) y los coles (agricultores), y destacan por ser uno de los primeros pueblos con comunidad aldeana que realizó rituales mortuorios a todos sus miembros. Las momias encontradas de esta cultura, provenientes del 9000 a. C., son las más antiguas conocidas en el mundo.

### El Arcaico

#### La cultura de Valdivia y Marañón
En el año 5300 a. C., apareció la cultura Mayo-Chinchipe-Marañón en la cuenca del río Chinchipe, afluente del río Marañón, en el suroriente de Ecuador y el norte de Perú. Se extendió desde la cuenca del río Valladolid, en el parque nacional Podocarpus en Ecuador, hasta donde el Chinchipe desemboca en el río Marañón (en el área de Bagua, Perú), y recibiendo su nombre en los tres ríos.
Uno de los sitios de la cultura Mayo-Chinchipe-Marañon es Santa Ana-La Florida (Ecuador) y Montegrande (Perú), donde se encontró centros ceremoniales.Hacia el 4400 a. C. apareció la cultura Valdivia en una de las partes más áridas actualmente de la costa ecuatoriana, específicamente en la provincia de Manabí, desde el sector de Puerto Cayo hasta el norte de la provincia de Santa Elena. Fue la primera sociedad americana en emplear la cerámica de manera masiva.
Su economía era mixta, basada en la agricultura y la recolección. Los cultivos principales eran maíz, porotos y calabazas. Recolectaban frutos silvestres como papayas, piñas, chirimoyas y paltas, cazaban venados, pescaban y recolectaban mariscos.
Valdivia dio paso a la cultura Machalilla, transmitiendo a esta muchos elementos culturales, especialmente aquellos relacionados con la innovación en la cerámica.
La Cultura Mayo-Chinchipe-Marañon intercambiaba platas con la Cultura Valdivia.

### Periodo formativo

#### Período Precerámico Tardío

##### Caral: la civilización más antigua de América[3]

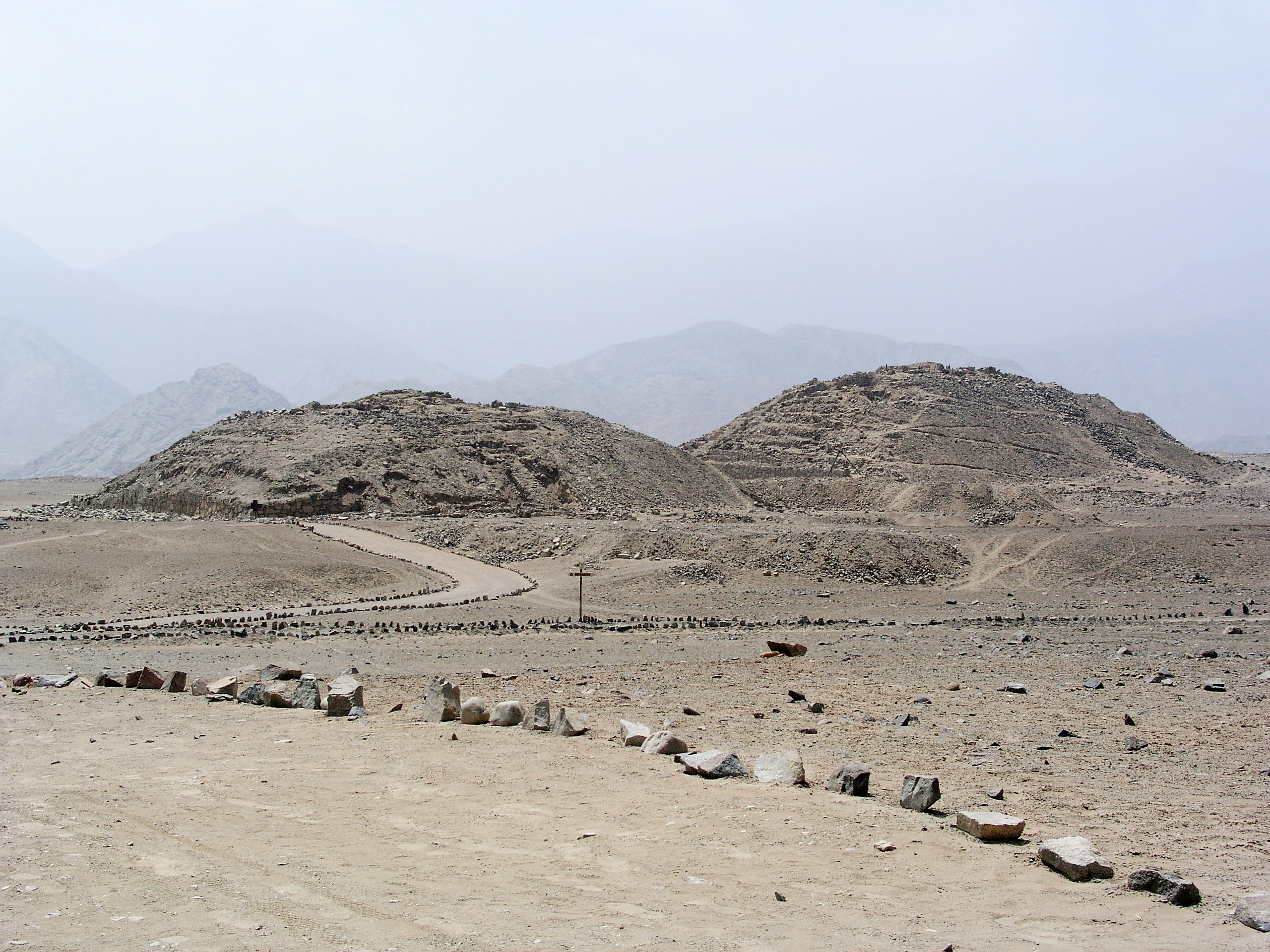
Ruinas de la ciudadela de Caral. El relativamente reciente descubrimiento de este complejo y los restos en él han modificado significativamente la visión que se tenía sobre el desarrollo de la civilización andina.

Los restos arqueológicos dejados por las ciudades primitivos evidencian que desde el principio los hombres tuvieron que organizarse para su defensa. Sus moradas fueron refugios, al mismo tiempo que posadas, vivieron en cavernas ubicadas en lugares escarpados y de difícil acceso, o bien sobre pilotes ubicados en lagos y pantanos. Cuando las preferencias e intereses de los individuos entraron en conflicto, sus instrumentos de recolección y caza se convirtieron en armas para defenderse, individual o colectivamente de las agresiones y de la belicosidad de sus semejantes.
Surge así la necesidad de defensa, que obligó a los humanos a asociarse y organizarse para alcanzar su anhelada protección y resguardo. Conforme mejoraban sus condiciones de vida material y social, los mecanismos de defensa dejaron de ser individuales y pasaron a ser colectivos y más desarrollados. Como consecuencia de la vida sedentaria y la aparición de las primeras aldeas, construyeron fortalezas que sirvieron para proteger a la población y su producción. A partir de ello, los hombres y mujeres, buscaron preservar su seguridad, desarrollo y objetivos comunes.
Las ciudades estado, hacen su aparición y así tenemos en el Perú, a la ciudad sagrada de Caral, en el valle de Supe, en la provincia de Barranca, en la región Lima Provincias; los restos arqueológicos se distribuyen por 40 km², y a una altitud de 350 m s. n. m., con clima caluroso y favorable para la vida humana.

Los restos de la ciudad sagrada de Caral, datan de hace 3500 años, perteneciendo al Precerámico Tardío. Por tanto es dos milenios (2000 años) anterior a Chavín de Huántar, siendo por tanto la más antigua y también el Estado más antiguo del Perú. Esta antigüedad sitúa a la ciudad sagrada de Caral, al tiempo de las ciudades sumerias de Mesopotamia o cuando se construían las pirámides de Keops en Egipto. Y en América sería lo más antiguo, porque recién hacia el 1500 a. C., es que empiezan los asentamientos permanentes en Mesoamérica. En cambio en el Perú, estamos hablando de 2500 a. C., casi un milenio antes.
Dra. Ruth Shady, Directora del Museo de Arqueología y Antropología de la Universidad Nacional Mayor de San Marcos.

El Libro blanco de la defensa nacional del Perú dice al respecto:

Perú tiene una larga tradición en cuanto a organización política y pese a que no podemos hablar de la existencia de un Estado como poder político organizado, ya existía tal y como lo conocemos hoy en el valle de Supe, al norte de Lima, en una ciudad conocida como Caral, que tiene una antigüedad de aproximadamente 2627 a 2100 a. C., lo que la convierte en la ciudad más antigua de América. Este descubrimiento rompe el viejo mito de que la civilización y el Estado comenzaron tardíamente en el Nuevo Mundo y convierte al Perú, al igual que a Egipto, Mesopotamia, India, China, y América Central en una de las seis áreas de inicio de la civilización universal.

Este descubrimiento nos lleva a replantear la historia de la civilización en la América precolombina porque hasta ahora las evidencias de su existencia, databan del 1600 a 1200 a. C., como es el caso de Chavín de Huántar en Perú. Esta civilización reviste importancia porque consolidó formas estatales teocráticas, con templos y fortificaciones que nos señalan la existencia de una organización militar para la defensa y el ataque. Estas características teocráticas darían paso a formas expansivas como Huari y los Incas, quienes lograron su nivel más alto de desarrollo cuando organizaron el Tahuantinsuyo, que fue una unidad política imperial que agrupó a una diversidad de realidades, étnicas, lingüísticas y culturales.
Libro blanco de la defensa nacional del Perú, Ministerio de Defensa, República del Perú

La importancia de esta Ciudad–Estado, radica no solo en la antigüedad asignada, sino también en los hallazgos encontrados en él; el diario El Comercio del 23 de agosto de 1998, informaba:

[En Caral] también se han encontrado restos humanos a manera de ofrendas, previas a una construcción: restos de un niño menor de un año que estaba debajo de un muro y en otro lugar de la ciudad un hombre adulto. En ambos casos llama la atención la ausencia de ceramios, aunque si estaba todo el ajuar correspondiente al periodo arcaico tardío.
Artículo en el diario El Comercio (de Lima), del 23 de agosto de 1998

El tipo de estado desarrollado, sería el de Estado teocrático, regentado por reyes sacerdotes. La cerámica aún no se había desarrollado, sin embargo, el tallado de hueso y madera, la complementariedad de pisos ecológicos, el culto a la huaca (deidad) de las varas (aunque algunos historiadores opinan que son estolas u hondas las que porta) Viracocha e incluso la economía de retribución de épocas posteriores de la historia prehispánica peruana ya estaban desarrollados en este periodo.
Con características similares, están Huaca Prieta, en las orillas del río Chicama, en el departamento de La Libertad, y que data del 2500 a. C., eran agricultores y pescadores avanzados; pescaban con redes de algodón o de fibras vegetales. Kotosh, que data del 2200 a. C., en la margen derecha del río Higueras, tributario del río Huallaga, en el departamento de Huánuco. La Galgada, en la provincia de Pallasca, en el distrito de Tauca, a orillas del río Chuquicara, afluente del río Santa, en la región yunga, con una antigüedad que la ubica en el neolítico o formativo temprano.
La «comunidad aldeana», surge como una alternativa superior a la «comunidad primitiva» y es consecuencia directa de la revolución agrícola. La aldea, por razones de posesión, somete a sus viviendas, santuarios, chacras y ganado, a ciertos límites territoriales.
Este dominio de un ambiente geográfico determinado y no cualquier ambiente (como en la comunidad primitiva o etapa anterior) es el origen de la propiedad comunitaria (propiedad privada para la comuna) de los medios de producción en la comunidad andina.
Aparece la producción de excedentes que permitía distribuirlos, redistribuirlos, almacenarlos e intercambiarlos. Esto obligó a un reordenamiento de la economía y una jerarquización de la sociedad. Aquellos que tuvieron mejor suerte en la agricultura y lograron más excedencia, surgen como clase privilegiada en todas las comunidades aldeanas. Conjuntamente con esta casta, cobran importancia los sacerdotes. Entre los ricos y los influyentes sacerdotes, se elige a los que gobiernen las aldeas. Ahí surge el embrión del Estado. Los sacerdotes eran en realidad, especialistas, sobre todo en el manejo del agua, necesaria en la agricultura; sus conocimientos los hacían aparecer como beneficados por los dioses, de ahí adquieren importancia, puesto que eran considerados como intermediarios entre la comunidad y las huacas (dioses). También aparece la organización en familias o ayllus.

#### Formativo cerámico

##### Chavín de Huántar: El Horizonte Temprano

Área de desarrollo e influencia de la cultura Chavín.

Así, llegamos en el Perú, al Primer Horizonte u Horizonte Temprano, con Chavín de Huántar. El eje de cohesión, estuvo ubicado en Chavín de Huántar, a orillas del río Mosna, tributario del río Marañón, en la Zona de Conchucos, provincia de Huari, departamento de Áncash, en la sierra norte del Perú, a una altitud de 3137 m s. n. m., en el piso ecológico quechua. En su máxima expansión, se extendió hacia el occidente del territorio peruano, desde Ocucaje en el departamento de Ica hasta Huayruro, en el departamento de Tumbes. Pasando más allá dentro del territorio del actual Ecuador, entre el litoral y la ceja de selva. Como se dijo, formó el primer horizonte cultural del Periodo formativo, ya sea por dominio territorial o por influencia socioeconómica. Esta cultura se desarrolló desde el 1500 a. C., hasta el 500 a. C.; es decir, que durante diez siglos o un milenio, prevaleció su hegemonía en todo el quehacer andino de la región o área de influencia.
Fue una sociedad teocrática, cerrada, que dominaba por medio del miedo; adoraron al dios Wiracocha o dios de las varas con rasgos félidos (jaguar) y serpentinos (boas, serpientes) y sus ceramios y esculturas, tienen rasgos del mismo tipo, posiblemente relacionados con los mitos orales de los amarus o serpientes colosales de naturaleza elemental.
Puede decirse que en la evolución de esta sociedad de la comunidad andina convivieron hombres del ande, de la costa y de la selva, que en un engrane perfecto de productos de los diversos pisos ecológicos se dedicaban a:
- Actividades Primarias: recolección, caza y pesca
- Actividades Nuevas (especializadas): agricultura, ganadería, alfarería, textilería, orfebrería, arquitectura, escultura, pintura, hidráulica monumental y otras artes.

Los más hábiles destacaron y se hicieron categorizar por la comunidad y terminaron convirtiéndose en líderes, jefes, autoridades. Estos líderes forzaron por el miedo a la comunidad a producir más y mejor y terminaron imponiéndose a las demás, mediante el intercambio y el conocimiento secreto de los ciclos de producción agrícolas; los que tuvieron éxito, construyeron grandes edificaciones en honor a sus dioses.
El principal motivo del progreso de Chavín de Huántar, fue que se convirtió en la agricultura más moderna y productiva e innovadora de su época y dentro de esa agricultura, el maíz que ocupó el sitio principal conjuntamente con sus derivados, entre ellos la chicha de jora, que se convirtió en su fuente de riqueza y dominio. Parece ser que la economía de retribución, una versión mejorada del trueque fue la modalidad de pago en especies sagradas como el maíz. Esta economía de retribución, que incluso refiere intercambio de fuerza laboral, se generalizó y fue la modalidad imperante en sus transacciones, desde Chavín de Huántar hasta los Incas.
Como se dijo, la sociedad Chavín fue teocrática y el tirano rey sacerdote era el representante de la casta gobernante, posiblemente elegido entre los campeones de las casas gobernantes o panacas, tal como lo hicieran luego los incas. Esta casta gobernante formó el primer Estado del Ande. Esta casta sacerdotal, eran especialistas y grandes técnicos agrícolas hidráulicos, los cuales dominaban por el miedo a sus semejantes.
Entre sus logros, hay manufactura de gran calidad en la arquitectura, agricultura, hidráulica, cerámica y orfebrería, entre otros.
Correspondiente a este Primer Horizonte Cultural Chavín, están las culturas de Sechín, en la provincia de Casma del departamento de Áncash, en el piso ecológico chala (costa). Cupisnique, al norte del valle de Chicama, en la quebrada de Cupisnique, en el La Libertad; la zona de influencia de esta cultura, fue por el norte hasta la ciudad de Chiclayo y por el sur hasta Ica. Parece ser que en todo sentido, compitió con Chavín. Kuntur Huasi (casa del cóndor), ubicada en el cerro La Copa, a 2300 m s. n. m., en la provincia de San Pablo, en el departamento de Cajamarca. Su vigencia histórica se desarrolla entre el 1100 a. C. hasta el 50 a. C.
Otras culturas del período chavinoide, son Cerro Blanco (en el valle de Nepeña), Mojeke o Mojeque (en la margen derecha del río Casma) y Pacopampa (en el distrito de Querocoto, provincia de Chota, departamento de Cajamarca).
Es cierto que estas sociedades, ya sea para mantener la hegemonía de la que gozaban o para proteger su modus vivendi, debieron mantener un ejército tal, capaz de garantizar las condiciones de desarrollo indispensables para su expansión y dominio y para mantener el statu quo de la época. Esto también se lograba mediante el terror infundido por sus esculturas (cabezas clavas), hidráulica (los templos rugían al paso del agua por canales de construcción no igualada hasta hoy) y arte.
La decadencia de Chavín de Huántar, parece ser que se debió más a estancamiento del desarrollo que a intervención militar de otras culturas; es decir, se agotó como cultura, siendo superada por otras culturas más frescas y posiblemente no basadas en una dominación por el terror.

##### Cultura Cotocollao
Cotocollao es una cultura arqueológica relacionada con un pueblo que habitó la hoya de Quito (Ecuador) entre los años 1500 y 500 a. C., conocidos también como catacollaos.
La diferencia entre los cotocollaos y otros en ese tiempo es el talento que tenían para hacer figuras y otras obras de cerámica. Podría llamarse un grupo de artesanos. Hacían objetos que eran útiles más que los usaban para decoración. Para hacer la cerámica, los cotocollaos usaban una pasta de granizos de pómez. La superficie de la cerámica es conocida por su tinta roja o ploma.
El estudio sobre los cotocollaos empezó en 1976 cuando unos escolares encontraron varios huesos humanos cerca de su escuela. Se cree que para los funerales más antiguos usaban la cáscara de maíz para envolver a sus muertos, pero al fin de su existencia era más común ponerlos en una tumba comunal.

##### La cultura paracas

Área de desarrollo e influencia de la cultura Paracas.

La cultura paracas se desarrolló principalmente entre los ríos Ica y Pisco y en la península de Paracas (en el departamento de Ica). En su época de mayor expansión, esta cultura se extendió por el norte hasta la ciudad de Chincha y por el sur hasta Yauca en el departamento de Arequipa. Esta cultura se desarrolló en dos etapas: Paracas Cavernas y Paracas Necrópolis.
Paracas Cavernas hizo su aparición entre el 700 y el 200 a. C.
Su población se desarrolló en el asentamiento de Tajahuana, en el sector de Ocucaje; y se denomina «cavernas» debido la forma de enterramiento empleada (tumbas subterráneas de ingreso angosto que culminaba en una caverna amplia, de entre 5 y 6 metros de profundidad en cuyo fondo colocaban a sus muertos en fardos).
Artísticamente, esta cultura desarrolló tejidos con formas geométricas de estilo rígido y cerámica globular policromada con asa puente. El estilo cerámico Paracas servirá de influencia para las culturas que posteriormente poblaron la misma zona geográfica (Topará y Nazca).

##### Cultura chiripa
La cultura de Chiripa es una de las culturas más antiguas del Collao, cuyos restos aparecen en la península de Taraco, departamento de La Paz (Bolivia), en las riberas del lago Titicaca. Según los últimos estudios que se han realizado en la península de Taraco se le ha asignado a la cultura chiripa tres fases:
- Chiripa Temprano: 1500-1000 a. C.
- Chiripa Medio: 1000-800 a. C.
- Chiripa Tardío: 800-100 a. C.

El Período principal de esta cultura se puede situar, según las muestras radiocarbónicas entre el 591 y el 31 d. C. Según esta cronología la cultura chiripa en su fase más importante es contemporánea a la época I de Tiwanaku.
En el año 1973 en el sitio de Titinani, se encontró un complejo religioso asociado a 30 monolitos trabajados desde los primeros periodos de Chiripa. El hombre andino creó un ser antropomorfo que se puede apreciar en la fase tiahuanacota: es una mujer sexuada que muestra apariencia de deidades femeninas lo cual denota un matriarcado, algunas otras piezas tenían representación de papas, maíz, animales (auquenidos) y peces, los cuales eran sacrificados lo que muestra un culto a la fertilidad y una marcada división de clases sociales.

##### Cultura wankarani
La cultura wankarani se desarrolló en el norte del lago Poopó, en el actual departamento de Oruro (Bolivia), en una meseta a más de 4000 m s. n. m. La fecha más antigua de la cultura de Wankarani se remonta al 2500 a. C..
Su arquitectura se caracteriza por sus viviendas de base circular con cimientos de piedra y muros de barro. También conocieron la fundiciòn del cobre y usaban obsidiana de las canteras de Querimita para fabricar puntas de flechas.
La cerámica es lisa y pulida a espátula. Son característica de la cultura de Wankarani, una serie de esculturas en piedra que representan cabezas de auquénidos con una espiga, que al parecer permitía empotrarlas en el suelo.

##### La cultura pucará
Los pucará fueron una cultura precolombina que habitaron el extremo noroccidental de la meseta del Collao, en el actual departamento de Puno (Perú) a 3800 m s. n. m. Su establecimiento se dio a partir del siglo II a. C. y su disolución se da aproximadamente en el siglo VI d. C.

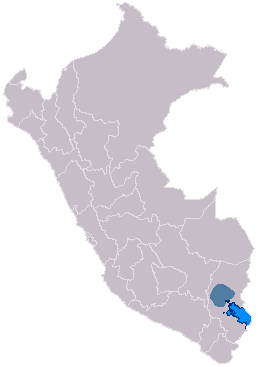
Área de influencia de la cultura pucará.

Su esfera de influencia, llegó por el norte hasta el valle del Cuzco y por el sur hasta Tiahuanaco. En la costa del Pacífico se han encontrado evidencias pucará en los valles de Moquegua y Azapa, aunque hay evidencias de su presencia en la región de Iquique y hasta en la desembocadura del río Loa.
Esta cultura fue la primera en dominar los sistemas y técnicas de la agricultura y la ganadería de altura. Su alimentación fue a base de olluco, oca (ñame), mashua, papa y maíz, este último en menor proporción, que producían en las regiones suní y puna. La base de su economía, fue la ganadería de auquénidos: vicuña, llama, alpaca y guanaco.
Pucará, edifica sus construcciones en piedra, superando en el corte lítico (forma, pulimento y unión de las rocas; vigas, cornisas y columnas), a los maestros de Chavín de Huántar.
Paralelo a Chavín de Huántar, fueron desarrollándose otras culturas, logrando tal desarrollo que superaron en algunas cosas a los chavines; definitivamente hacia el 500 a. C., Chavín de Huántar perdió su hegemonía. Por esa época, los de Pucará en cerámica y los paracas en textiles, exportaron productos de mejor calidad que los chavines. El haber conseguido esto, hizo a estos pueblos más seguros de sí mismos y fueron capaces de independizarse.
Al ir diluyéndose la influencia Chavín en sus manifestaciones artísticas y técnicas, disminuyó notoriamente su sujeción ideológica por el terror. Aparecieron otras culturas regionales que se fueron expandiendo ampliando sus fronteras.

##### Cultura Vicús
Los vicús fueron una cultura precolombina que floreció entre los años 100 a. C. y 400 d. C., su área cultural abarca el curso del río Piura en el norte de Perú, y recibió su nombre debido a que el mayor cementerio de esta cultura se ubicó en el Cerro Vicús a 50 km de la ciudad de Piura.
Se caracterizaron por el diestro manejo de metales como la plata, el oro y el cobre, realizando emblemas y adornos muy elaborados, además de manejar la aleación de estos tres metales para elaborar instrumentos de labranza.
Los Vicús pasaron por tres etapas en su desarrollo:
- a) Etapa chavín
- b) Etapa de desarrollo regional
- c) Etapa de influencia mochica.

Las bases de su desarrollo económico fueron la agricultura con perfeccionamiento de los sistemas de irrigación heredados de los chavines y el control de la sociedad por la economía de retribución para el aprovechamiento de la fuerza de trabajo. Manejaron un férreo militarismo trazando alianzas, recolectando tributos y haciendo cumplir los mandatos del soberano.

##### Cultura Salinar
Se desarrolló entre las culturas de Cupisnique y la mochica. Su espacio territorial fue entre los valles de Moche y Virú, en el departamento de La Libertad. La sede estuvo en Cerro Arena, en donde solo vivía la nobleza gobernante, protegida por un ejército de nobles guerreros.
En el valle de Virú se instalaron en pequeñas aldeas, campesinos agrícolas, que vivían en un régimen de igualdad social, pero sometidos a la sociedad urbana de Cerro Arena. Esta cultura es importante porque en ella se observa ya la instalación administrativa del Estado en la ciudad y el dominio de este en toda la zona de los alrededores.
La cerámica Salinar forma parte del ya mencionado estilo Blanco sobre Rojo, incorporando nuevas formas, como el gollete con figura y asa puente, junto a otras que provienen de Cupisnique. La pintura crema sobre rojo no deja de lado la presencia de decoración incisa ni de figuras modeladas que se inician con Cupisnique y que alcanzarían su máximo esplendor con Moche.

##### Cultura Virú–Gallinazo
Ocupó sucesivamente los valles de Chicama y Virú, en el departamento de La Libertad. Su sede fue el castillo de Tomabal, en la margen izquierda del río Virú, toma el nombre de Gallinazo por las primeras excavaciones hechas por W. W. Bennet en 1936, por ello uniendo los nombres se les denomina Virú–Gallinazo.
Esta cultura fue posterior a Salinar e incluso se apropió de sus territorios. Tuvo vigencia hasta el siglo III d. C.. Esta cultura terminó siendo desalojada por los mochicas de la Cuenca del Chicama hacia el siglo I d. C. y 200 años

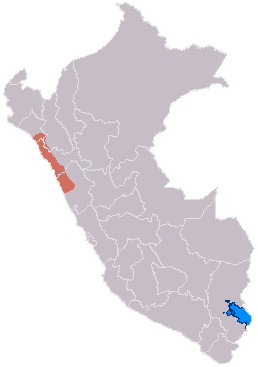
Área de influencia

después fueron desalojados de las riberas del Virú.
La cultura Gallinazo–Virú, hizo grandes edificaciones de barro. Las más notables y gigantescas, son San Juan, Napo, Sarraque y Tomabal. Sin duda tuvieron una sociedad clasista. Gallinazo–Virú, fueron los iniciadores de los huacos–retratos, que años más tarde los mochicas, perfeccionarían.
Como en todas las culturas de esos tiempos, la agricultura es la base de la economía. En los valles de Chicama, Moche y Virú, se ejecutaron obras de irrigación para ampliar la frontera agrícola. Los principales cultivos, fueron: maíz, frijoles, lagenarias, yuca, algodón, ají, lúcumo y otros frutales. Complementaban lo anterior con una industria pesquera, cuyos productos secados los intercambiaban con otros pueblos andinos.
Las culturas de transición del formativo tardío se desarrollaron entre los 500 a. C. y los 300 d. C., aproximadamente. Se desarrollaron por cerca de 800 años.
El desarrollo de las culturas de costa de esta etapa, Paracas, Virú, Salinar y Gallinazo, fue facilitada por la variedad de cultivos que se sembraron en los ricos valles que ocuparon. Sin duda que la pesquería tuvo una positiva influencia en este desarrollo. El comercio con otras culturas, seguramente fue sobre la base de orfebrería, cerámica, textilería, etc.
La cultura Pucará, en otro entorno geográfico, desarrollo mejor la ganadería, en especial por la modalidad de pastoreo, con grandes extensiones; industrializaron la lana para el trueque de la época. De esta manera, con el producto del trueque, completaban su dieta alimenticia y satisfacían sus deseos de comodidad, ostentación y grandeza.

##### Cultura Lima
Fue una cultura que se desarrolló entre los años 100 y 650 de nuestra era, abarcando los valles de los ríos Chillón, Rímac y Lurín. Por el norte llegó hasta el valle del río Chancay y por el sur hasta el valle del Mala, por el oeste hacia las 

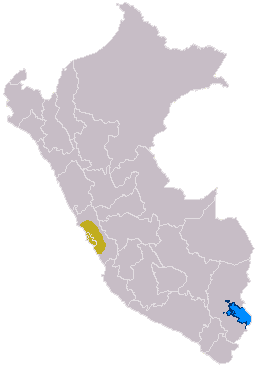
Área de la cultura lima.

 costas del océano Pacífico y por el este hasta las primeras estibaciones de la cordillera de los Andes.
Los palacios y santuarios, se convierten en centros urbanos, se hacen tejidos de algodón y de lana de auquénidos. Durante esta época, se detectan dos tipos de enterramientos:
1) Común, en donde el muerto era cubierto con dos mantos, con pocos utensilios de cerámica y colocado el cadáver en posición horizontal y enterrado a 1 a 1,5 metros de profundidad.
2) Especial, el cadáver sobre una parihuela (especie de cama hecha con palos y cañas), envuelto con varios mantos decorados, cara a arriba (cúbito dorsal), con diversos utensilios domésticos y de guerra y acompañado de otro cadáver, quizá sacrificado en su honor.
Como todas las culturas, la base de su economía fue la agricultura. Se cultivó: maíz, pallar, frijol, zapallo, calabaza, camote, maní, lúcuma, chirimoya, pacae, etc.
Construyeron dos obras de ingeniería que hasta el día de hoy sirven. El río Surco, que ya no existe como tal y que es un canal de riego que lleva las aguas del río Rímac de Ate a Chorrillos, pasando por Surco, Miraflores y Barranco. La otra obra hidráulica es el canal de Huatica, que lleva las aguas desde La Victoria hasta Maranga.
Está demostrado que la pesca fue otra de las actividades importantes de la cultura Lima. Eran grandes buceadores, de eso no hay duda. Sacaban conchas de mar de hasta 8 metros de profundidad, las que servían como objeto decorativo. En todos los palacios se las ha encontrado en gran cantidad.
La cultura ichma, del valle de Lurín, comenzaba a imponer a su dios Pachacámac en la mitología andina, produciéndose un peregrinaje inusitado hacia el templo ubicado en dicho valle. Esta adoración continuó hasta el tiempo de los incas, e incluso hasta épocas modernas.

### Intermedio temprano: florecimiento regional
Del 300 a. C. hasta el 600 d. C., aproximadamente, fue la época del florecimiento regional:

...porque las culturas rompieron drásticamente con los rezagos de la influencia religiosa y estilística chavinoide y crearon su propia personalidad histórica. [...]Convivieron con las culturas de transición del formativo final, traspusieron la valla temporal de los comienzos de la era cristina y florecieron, perviviendo seis siglos durante esta. Tuvieron, en total, una presencia histórica de 9 siglos.
Julio R. Villanueva

Una de las características de esta etapa de florecimiento regional fue que las culturas «cerraron sus fronteras», fomentando una tendencia de marcado aislamiento cultural. No así para sus vinculaciones comerciales entre sí y con Mesoamérica. No querían influencias culturales para no perder su identidad.

#### La cultura Topará (Paracas Necrópolis)
Topará, o Paracas Necrópolis según Tello, hace su aparición aproximadamente en el 200 a. C. y se desarrolla hasta los primeros años de la era común. La principal zona de desarrollo de esta etapa, fue la comprendida entre el río Pisco y la quebrada de Topará (provincia de Chincha) y la península de Paracas. El nombre de necrópolis se debe a las amplias cámaras funerarias de esta época histórica.
Artísticamente destacan los diseños de sus tejidos de mayor complejidad que en la etapa «cavernas», tanto en estilo, policromía y diseños; además de representar una mayor complejidad mítológica. Destacan temas naturalistas como peces, felinos, aves. serpientes, frutos y flores; además de plasmar personajes sosteniendo cabezas trofeos, tumis y narigueras. Por el contrario, la cerámica en esta etapa pierde la policromía de la etapa «cavernas».
Los paracas además de grandes guerreros, desarrollaron con gran maestría la medicina, el sistema de trepanación craneal y la deformación de los cráneos en forma alargada y cónica para la casta guerrera sacerdotal gobernante.

#### El reino Nazca

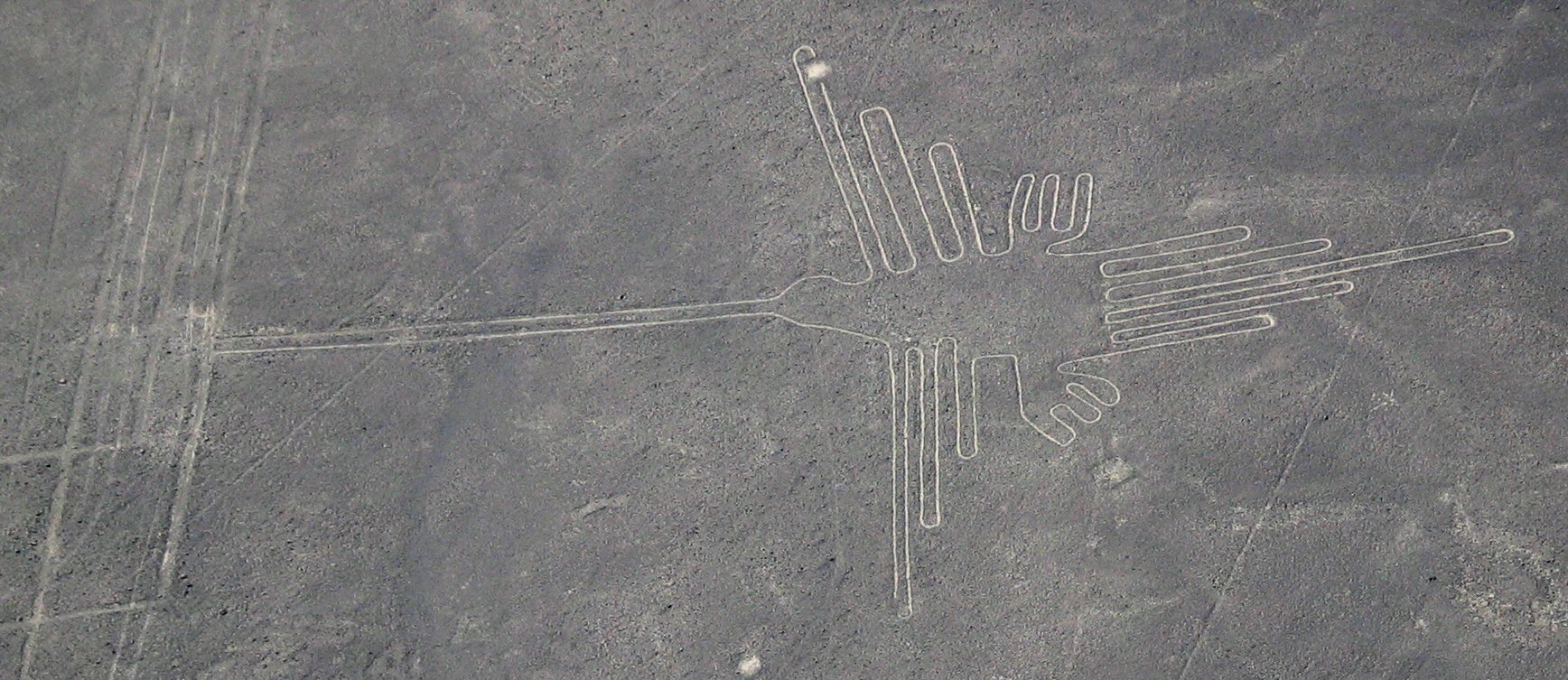
Líneas de Nazca que representa un colibrí. Últimos estudios prueban que no es un calendario astronómico sino un complejo sistema de delimitación (ceques) de tierras de cultivo y recursos hídricos.

Se desarrolló en la provincia de Nazca del departamento de Ica, su ciudad capital fue Cahuachi, a orillas del río Aja – Quebrada Nasca, uno de los brazos del río Grande.
Su área de influencia por el norte fue hasta Pisco, por el sur hasta Arequipa y por el este hasta Ayacucho. Desde el siglo VI d. C., aumentaron sus contactos con la zona andina, llegando inclusive hasta las zonas altas de Ayacucho. Este contacto tuvo especial importancia en la formación del Estado wari.
Lo más impresionante de esta cultura es cerámica policromada, con figuras de hombres, animales, plantas, etc. En muchas de estas cerámicas, se representan a hombres mutilados, lo que hace suponer que realizaron sacrificios humanos «en ceremonias religiosas o bélicas» (Julio R. Villanueva Sotomayor, lib. cit.).
El trabajo en metales era inferior a los hechos en Chavín de Huántar, pero tenían estilo propio. El arte textil floreció tanto como en la época de los Paracas.
Mención especial, son los trazos efectuados por los Nasca en las Pampas de Nasca y en otros sitios de la costa sur del Perú. Los trazos conocidos como Líneas de Nasca, se ubican en una zona geográfica con pocas precipitaciones, lo que demuestra conocimentos de geografía, y meteorología. Como dato sumamente interesante y que refuerza la teoría del conocimiento meteorológico de los Nascas, Julio R. Villanueva Sotomayor, nos dice: «En ese sito, las temperaturas llegan a 45 °C; pero de día las piedras absorben el calor y de noche lo devuelven al medio ambiente, evitando la presencia de contrastes en la presión atmosférica y, por ende, los fuertes vientos».
Estos trazados, según lo han comprobado estudios como los de María Reiche y otros investigadores no tienen relación alguna con la astronomía sino más bien son ceques o marcas territoriales para la distribución de las tierras de
cultivo y el agua (según las últimas teorías hay canales subterráneos debajo con esas forma, lo cual no se ha podido comprobar por lo titánico de la tarea), los cuales se pueden observar desde lo alto de los cerros cercanos al valle.
La economía nasquense estaba basada en la agricultura y esta fue intensiva y un ejemplo a la posteridad de cómo resolver el problema de tierras eriazas en la costa. El sabio Antonio Raimondi sobre esto, dijo: «En el subsuelo de Nasca existe agua subterránea, pero, hallándose ésta a la profundidad de 4 o 5 metros, no puede servir para el riego de los terrenos. El río, comúnmente solo tiene agua corriente durante 40 días en el año; de manera que, por más de 10 meses, Nasca carecería de agua si no fuera por los trabajos emprendidos por los antiguos indios».
Los antiguos nasquenses, construyeron acueductos para poder tener agua todo el año; obras que por otro lado debieron significar un gran esfuerzo físico, organizado y dirección técnica de ingenieros hidráulicos. Sus tomas se encuentran en las alturas de Nasca y toman por infiltración las aguas subterráneas para llevarlas a la ciudad. Los acueductos más importantes son: Ocaña, Matara, Uchulla, Tejeje, Bisambra, Aja, Curve necesidades de 2000 hectáreas de tierras de cultivo en limpio».
Los principales cultivos de Nazca, fueron: maíz, frijol, calabaza, zapallo, yuca, maní, ají, guayaba, lúcuma, pacae y algodón.

#### Los reinos mochicas
Para denominar esta gran cultura, existen muchos nombres, Max Uhle la denominó «cultura protochimú», Julio C. Tello la denomina «cultura muchik», Rafael Larco Hoyle prefiere «cultura mochica», los arqueólogos modernos prefieren a denominarla «cultura Moche» o «cultura mochica».

Área de influencia

La zona de influencia comprende los valles de los ríos La Leche, Reque, Saña (Lambayeque), Chicama, Moche, Virú (La Libertad), Santa, Nepeña, Casma y Huarmey (Áncash). Tuvo «penetraciones en la sierra de Cajamarca (Pacopampa) y Áncash» (R. Matos). El área directa de influencia es de aproximadamente 7000 km².
Las primeras aldeas del formativo de esta cultura se encuentran ubicados en la desembocadura del río Jequetepeque, en el lugar denominado Dos Cabezas; en este lugar aparece la cerámica doméstica de estilo Virú, conjuntamente con cerámica ritual Mochica. El núcleo principal de esta cultura estuvo asentada en el valle del río Moche. Ahí se asentó una ciudad sagrada y la sede del gobierno Mochica. Los principales restos de esta ciudad son las Huacas del Sol y de la Luna. Otros asentamientos importantes son Galindo y Pampa Grande.
Según Julio R. Villanueva Sotomayor, la minoría urbana (10.000 habitantes) dominaba a la mayoría campesina (300.000 habitantes) y les exigía tributos en especies y trabajo.
El rasgo más importante de la cultura mochica lo constituye su inigualable cerámica. Dice Federico Kauffman Doig: «Esto se debe a su abundante cerámica figurativa, tanto la de tipo histórico como la de tipo pictórico». Con mucha razón, Hork Heimer ha dicho que representa todo un «diccionario ilustrado».
El carácter realista de la cerámica Moche ha hecho que ella sea fuente invalorable para el conocimiento de la vida de este pueblo. La cerámica mochica usó la pasta fina y dominó el control de oxidación en la quema.

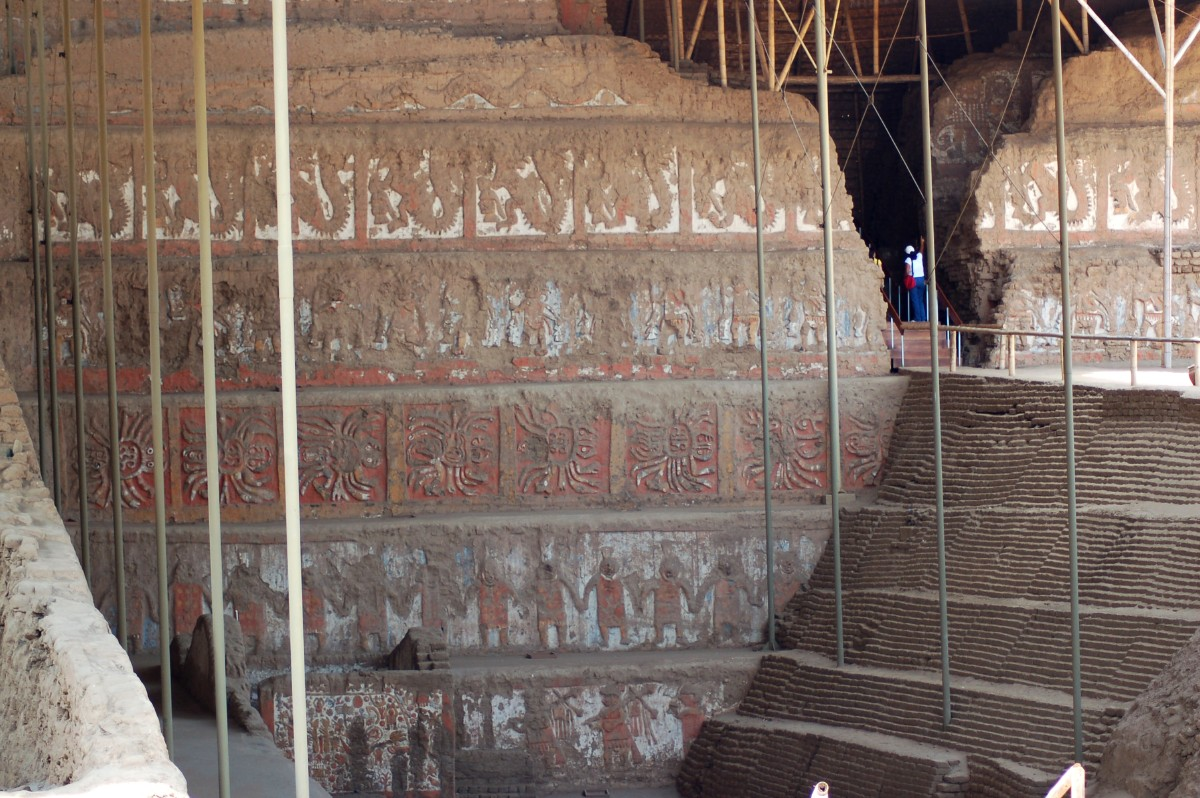
Interiores de la huaca de la luna moche en las afueras de Trujillo.

Como todas las culturas peruanas, la agricultura fue su principal actividad de subsistencia. Tuvieron perfecto control del maíz, «de mejor calidad y rendimiento que sus antecesores». Sus cultivos fueron frijol, mandioca, ají, maní, pallar, calabaza, lúcuma, pacae, chirimoya, etc.
Para la siembra de los productos anteriores, los mochicas manejaron obras hidráulicas de gran magnitud y fue una de las mejores de la antigüedad. Los agricultores de esta cultura, abonaron sus terrenos de siembra con guano de las islas, que sacaban de las islas litorales del Mar de Grau.
La pesca fue otra actividad mochica importante, que practicaban a bordo de sus caballitos de totora, con ellos los mochicas se internaban mar adentro varios kilómetros; pero antes, ya los pobladores tuvieron vocación náutica, y explotaron los recursos marinos, incluso los obtenibles únicamente por buceo a profundidad. Del mar extrajeron pejerrey, liza, bonito, corvina, cojinova y otras especies marinas. Le dieron valor agregado al pescado secándolo salado,

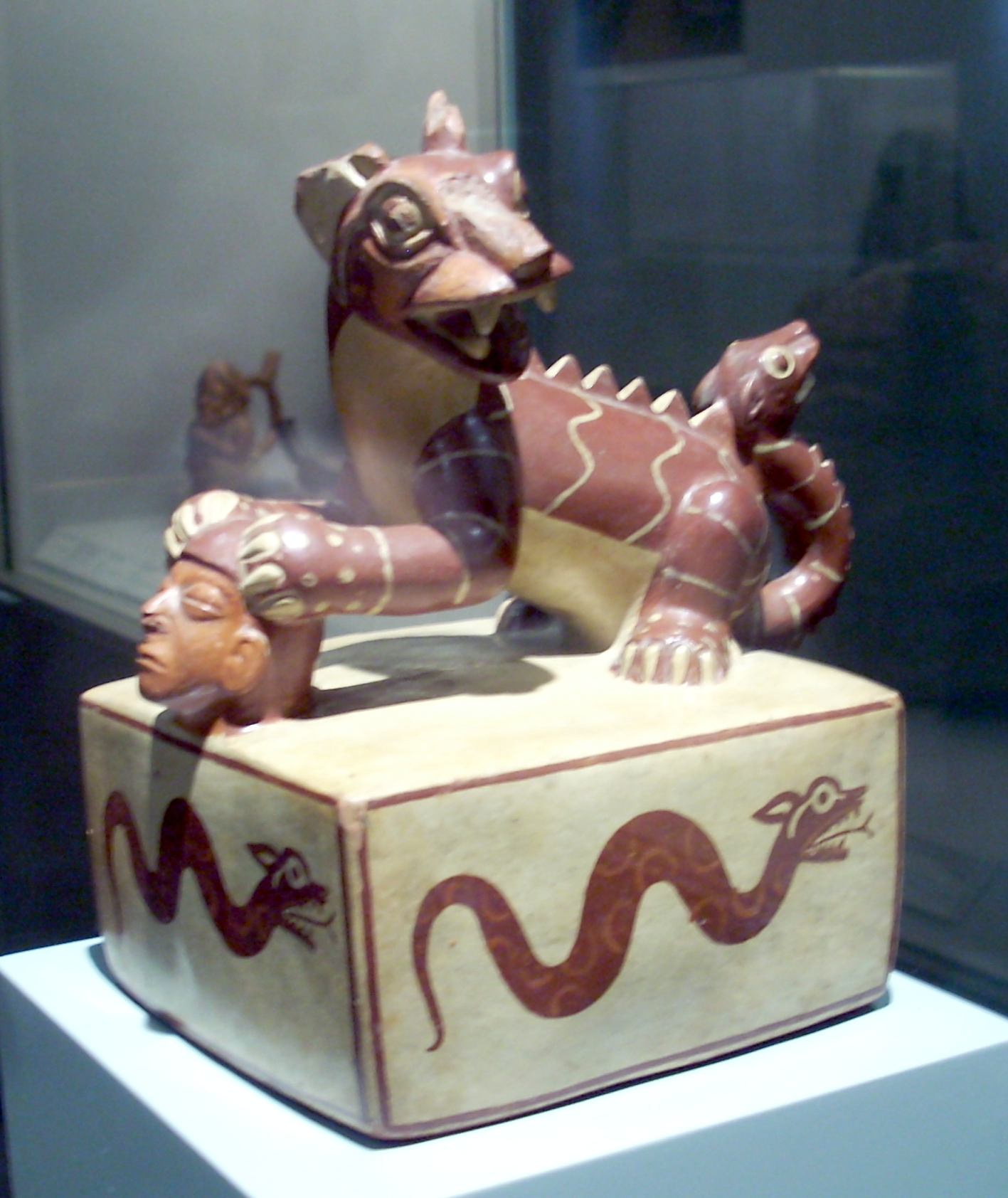
Cerámica de un dragón moche.

que era comercializado con otras culturas.
Sus tejidos eran de algodón y de junco; e intercambiaban para obtener lana de auquénidos. Le dieron mucha importancia a las relaciones comerciales con otras regiones, por ello construyeron una red intrincada de caminos por donde se movía la carga a lomo de llama de una «especie costeña más fuerte que la serrana». Intercambiaban sus productos por otros que necesitaban.
Socialmente, estratificaron la sociedad mochica: la sociedad mochica era piramidal: en la cúspide se encontraba el rey y su corte, que controlaba el gobierno, y dividida a su vez en ciudades cuasi estado, y panacas o casas reales a la manera que lo harían los incas. Y en la ancha base, los campesinos, el ejército y los siervos. El Estado era elitista, dominante y opresivo.
«La sujeción económica, política y militar se había hecho más sistemática, más organizada y más fuerte» (Julio R. Villanueva Sotomayor: El Perú en los tiempos antiguos (pág. 106). Lima: Empresa Editora Nacional).
La sociedad moche, tuvo un ejército poderoso y guerrero; tenían un alto sentido de Seguridad Nacional. Los militares moche, convivían con los sacerdotes teniendo ambas castas control de la sociedad.
A esta cultura pertenecen los restos del Señor de Sipán, encontrados en 1989 por el arqueólogo peruano Walter Alva Alva, director del Museo Tumbas Reales de Sipán de Lambayeque.

Los huacos moche relatan aspectos cotidianos de su vida. Cómo sembraban, qué cazaban y qué comían. La cerámica utilitaria hallada en las diversas tumbas indica el modo en que cocinaban.

Cocían los alimentos al vapor, los hervían, los asaban en pachamanca o los maceraban. A esta época legendaria se refiere la creación del cebiche, plato típico peruano consistente en pescado crudo cocido con frutos ácidos y aji.
Jamás emplearon el aceite (no lo conocieron pese a que pudieron haberlo hecho de maní o maíz) y no hay rastros de que frieran con grasa de animales.
Un vistazo pues a lo referenciado y descrito en la iconografía de los huacos moche y algunos safaris gastronómicos al norte del país sirvieron para reconstruir la mesa dominguera del Señor de Sipán.

Cebiche de lenguado con ají limo cocido en jugo de tumbo, cuy en ajo y chicha de jora, cocido lentamente en olla de barro, untado con maní, caracoles (de tierra), guisados en tomate y culantro, frejoles en punto de miel de algarrobo saborizados por el caldo y la carne del sajino fresco, langostas, cangrejos y langostinos aderezados con hierbas del campo, son, entre otros, los platos que conforman la carta de este festín moche.
Teresina Múñoz Nájar, artículo en revista Caretas, julio de 1999

Otro acompañante de la sociedad mochica, era el perro; parece que existieron dos tipos de ellos; el perro de caza, que era carnívoro y por tanto tenía sus molares perfectamente desarrollados y el casero, que era menos carnívoro y por tanto no tenía desarrollados sus molares. Una de las aficiones de los señores mochica era la cacería en hordas; a ella asistían con sus perros que acorralaban a la presa. El perro parece ser que migró con los primeros hombres por el puente de Beringia y convivieron con el hombre en su larga marcha hacia el desarrollo. Un perro moteado, referido en los mitos orales como Fanun, aparece acompañando al dios gobernante Quismique en la batalla del mar en la iconografía de los huacos moche.
Los mochica han legado dos historias iconográficas en la cerámica de sus huacos que se repiten en las tradiciones orales de la zona, la Batalla de los Objetos, cuando los utensilos domésticos (es decir los artesanos y la casta servil) se rebelan contra los nobles, y la «batalla del mítico gobernante dios» contra los dioses-gobernantes del mar y del subsuelo para finalmente lograr un equilibrio binómico entre ambos reinos con una relación que recuerda al hanan y al hurin usados luego por los incas.

#### El reino Recuay
El reino Recuay fue una cultura precolombina peruana que se desarrolló entre el 200 y el 600 d. C., su eje político, económico y social se ubicó en el Callejón de Huaylas, entre la Cordillera Blanca y la Cordillera Negra, en el valle del río Santa. Su área de influencia abarcó por el norte, la cuenca del río Marañón (Pataz, La Libertad; Cutervo y Cajamarca); y hacia poniente, por los valles de Áncash (Santa, Nepeña, Casma, Culebras, Huarmey y Fortaleza).
Hay evidencia de que la dominación de los valles en el desarrollo de estas culturas fue militar, la economía Recuay, estuvo basada en la ganadería de auquénidos a tal extremo que las edificaciones chavinoides de los callejones de Huaylas y Conchucos fueron utilizadas como corrales.
En esa época se criaban llamas, vicuñas y alpacas, aprovechando el potencial de pastos naturales, como el ichu, ocsha y champales. Los principales productos ofertados por esta cultura era el charqui de llama y la lana de los auquénidos. Esculpieron en grandes piedras figuras antropomorfas que recordaban a los pobladores Recuay, que debían obediencia al rey y a las normas sociales y les hacían recordar los castigos a los que estaban propensos si las violaban.
Para elaborar su cerámica utilizaban la arcilla llamada caolín, que es de las más finas y complejas de trabajar. Hacían textiles, cuyos complejos motivos están fuertemente vinculados con los que aparecen en las vasijas de cerámica.

### Segundo horizonte cultural andino: Tiahuanaco y Wari
El periodo del Segundo Horizonte Cultural Andino, en el Perú, abarca desde 800 hasta el 1200 d. C., es decir, cuatro siglos, en que se desarrolla el presente horizonte cultural, en dos fases: el primero de desarrollo regional y la segunda de integración interregional panandino.
El camino hacia el Imperio inca, está en marcha con el Primer Gran Horizonte Cultural con Chavín de Huántar y con este Segundo Gran Horizonte Cultural con Tiahuanaco–Huari.

#### Cultura Tiahuanaco o Tiahuanacota

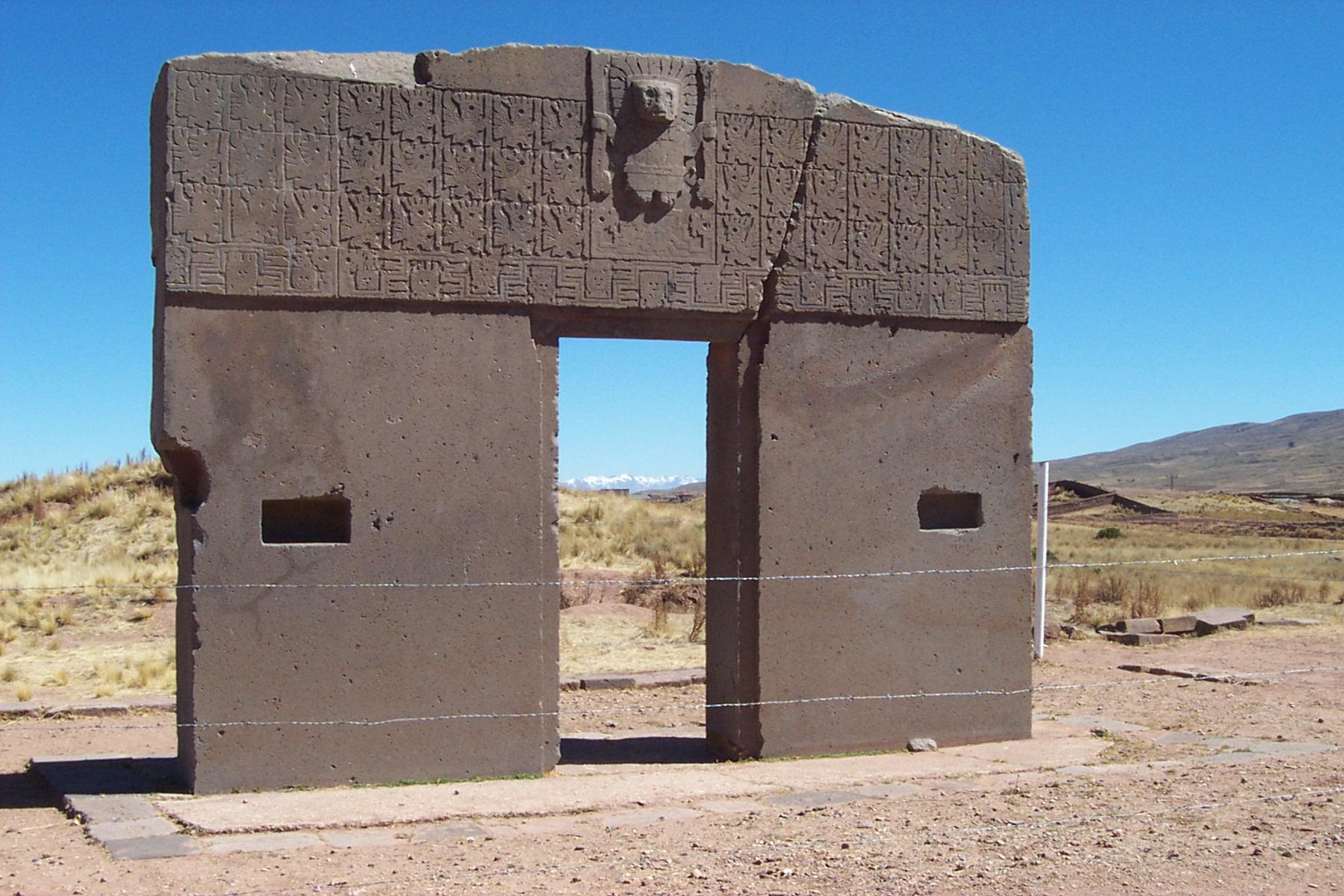
La Puerta del Sol en Tiwanaku.

La cultura tiahuanacota es una cultura preincaica, que surgió en el valle del río Tiwanaku (Bolivia), y que alcanzó altos grados de tecnología lítica y agrícola. La cultura tiahuanacota se divide en 3 períodos o 5 épocas:
- Período aldeano: Épocas I y II (1500 a. C. - 45 d. C.).
- Período urbano: Épocas III y IV (45-700).
- Período expansivo: Época V (700-1200).

Todas sus artes van evolucionando e incrementándose desde la época aldeana en adelante. La abundancia de pastos naturales, hizo que sus habitantes desarrollaran en gran medida la ganadería de auquénidos. Los restos arqueológicos de Lucurmata y Pajchiri nos dan cuenta del uso de waru-warus o camellones, para intensificar la agricultura hacia el 200 d. C. Asimismo, hubo un gran desarrollo de la agricultura en andenes o terrazas. Estas técnicas agrícolas luego se intensificaron en el periodo Expansivo.
La cerámica tiahuanacota, también muestra una evolución sostenida desde el periodo aldeano en adelante. Su cerámica fue polícroma, en donde el color predominante era el color naranja. Las vasijas, cántaros, vasos ceremoniales de boca ancha (keros), tienen dibujos hechos con la técnica de precocción con representaciones de seres humanos, cóndores, felinos y serpientes. Desde el año 2004, sucesivos descubrimientos arqueológicos en la isla de Pariti, en el lago Titicaca, dieron cuenta del gran desarrollo cerámico Tiahuanacota, al encontrarse gran cantidad de vasijas de gran calidad estética entre las que destacan un número importante de huacos retratos polícromos jamás vistos antes en los tiahuanacotas. Los fechados radiocarbónicos de estos descubrimientos los ubican entre el 900 y el 1050 d. C., que corresponde a la época expansiva tiahuanacota.
Destacaron en la arquitectura y la escultura en piedra. Sus centros clásicos de vivienda, Templete de Kalasasaya, la Pirámide de Akapana y Puma Punku, mostraban gigantescas e impresionantes obras arquitectónicas. Uno de los grandes misterios por resolver de esta cultura, es de dónde salieron los enormes bloques de piedra con que hicieron sus esculturas, habida cuenta de que no hay canteras en la zona.
Adoraron al Dios Wiracocha o Dios de las Varas y se encuentra representado en su cerámica y en su escultura. Este dios con variaciones propias de cada cultura se encontra en Caral, Chavin y otras culturas anteriores. Una de las más representativas es la Puerta del Sol. El dios Wiracocha, fue impuesto por los Tiwanaku en las regiones de Perú, Bolivia y Chile hacia el año 500 d. C. como waka tutelar.
La estratificación social, se basaba en tres estamentos:
1. La clase guerrera gobernante.
2. la clase media artesanal.
3. La clase popular formada por agricultores, pastores y pescadores.

Se podría decir que la primera industria alimentaria preincaica, se desarrolló en Tiwanaku, puesto que prácticamente industrializaron la producción de charqui para exportación. Como en todo el Ande y en todo el territorio del Perú, el sistema de intercambio, fue el trueque. La base de intercambio para el Tiwanaku, fue el charqui que cambiaban por otros productos que necesitaban en la sociedad tiwanaquense. Tuvieron conocimientos importantes de meteorología y de los fenómenos climáticos puesto que elegían sus épocas de siembra, de aporque y de cosecha. Cultivaron si bien no fue importante su agricultura, la papa, olluco, oca (ñame), mashua, etc.
Dada las condiciones climáticas y los fenómenos que se producían, en la Meseta del Collao, los jerarcas Tiwanaku, se proyectaron a la conquista de nuevos territorios con la finalidad de asegurar su supervivencia. Esta conquista se realizaba pacíficamente por tratados o por la fuerza, de manera semejante a como lo harían luego los incas.
En el siglo VIII, Tiwanaku se expande sobre la base de los enclaves preexistentes, tanto en la costa como en los valles interandinos; así mismo extiende su poderío sobre el altiplano y la sierra. Esta expansión fue posible gracias al dominio del bronce que le permitió una gran superioridad militar. La expansión se evidencia por la difusión de los símbolos y elementos Tiwanakotas, que aparece en la cerámica y los textiles de todo el ámbito conquistado. Esta llega hasta el norte de Chile (San Pedro de Atacama) y muestra relaciones con la cultura de la Aguada de Argentina, deja su huella en los valles de Cochabamba y avanza por el norte hasta Cerro Baúl, moderna Moquegua(Perú), donde contactan con el Imperio Huari, con el que comerciaron intensamente. Ante la caída de Huari en el siglo X, Tiahuanaco también entra en crisis. En el siglo XII el colapso es inevitable y en la región donde floreció Tiwanaku, también florecen pueblos aimaras, denominados señoríos aymaras.

#### Imperio wari

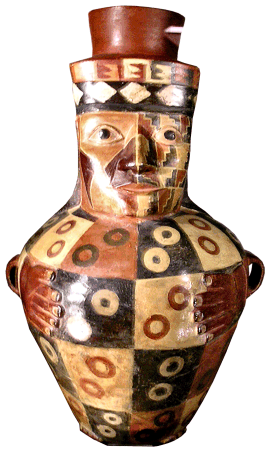
Cultura Huari: cántaro ceremonial.

La ciudad de Huari (también llamado Viñaque), se encuentra ubicada a 25 kilómetros al noroeste de la ciudad de Ayacucho, muy cerca de la Pampa de la Quinua a 3000 m s. n. m., en la región natural Quechua. La población huari pudo llegar a los 100.000 habitantes. Los materiales que usaron para su ciudad fue la piedra labrada o sin ella y a veces eran mixtas. La eliminación de excretas y aguas servidas, se hacía mediante la construcción y uso de acueductos subterráneos, así como el abastecimiento del agua. La población se agrupaba por barrios según su actividad productiva. Los barrios principales fueron: Checo Wasi, Moraduchayoc, Capillayoc y Ushpa Coto.
La principal actividad económica del Imperio huari, fue el comercio y a través de una serie tratados, anexiones pacíficas y campañas militares dominó gran parte del territorio centro y sur del Perú actual. Las dimensiones de su ciudad capital fueron impresionantes en el apogeo y ello se debió a que albergaba al gran mercado del mundo andino de la época, siendo el primer «ombligo del mundo» y capital del estado más poderoso del momento, situación parecida no se vio hasta el imperio inca. Los huari fueron un Estado «comerciante, religioso y militar». Lo que es lógico, para mantener una actividad lucrativa, debieron organizar un poderoso ejército militar que garantizace la estabilidad y seguridad necesarias en el imperio. Eran muy religiosos desde su cosmovisión y los delincuentes eran castigados severamente.
Los mitos orales refieren que los huari adoraban al dios de la guerra, y entre sus guerreros (posiblemente debido a una alimentación privilegiada) se contaban gigantes, posiblemente hombres de gran altura.
El origen del Imperio huari, parece ser producto de la influencia de la cultura Nasca de la costa sobre el reino Huarpa en la sierra centro y sur. Se abandonaron las viejas aldeas y los habitantes be great reunieron en la gran ciudad de Huari, en el actual departamento peruano de Ayacucho Además, establecieron excelentes relaciones con los Tiawanako, cuya influencia los llevaría a conformar una poderosa cultura, que marcó el segundo horizonta cultural andino.
Poco a poco, esta integración fue dándose; en el aspecto religioso los huari adoptan al dios Wiracocha, el dios de las varas, procedente de Tiahuanaco, que fue un gran ejemplo cultural-religioso para el naciente imperio.
Teorías postulan que el quipu fue desarrollado durante la época Huari, no solo es un medio de contabilidad, puesto que como medio de conteo utilizaban la yupana, sino una compleja escritura iconográfica, semejante al chino, o una escritura secreta de tipo alfanumérico consonántico, como la de la escuela yahvista, con equivalencia entre nudos, dígitos, representaciones geométricas y las consonantes del quechua, planteamiento del Ingeniero William Burns Glynn que se encuentra en investigación y tiene dificultades para su amplia comprobación, debido a que los quipus fueron destruidos en sucesivas extirpaciones de idolatrías, comunes en esa época, que se extendieron en la conquista por parte de los españoles.
Es necesario resaltar, que el Estado huari, fue integracionista como luego lo serían los incas; ello se debió probablemente, a la economía de retribución propia del territorio de las culturas prehispánicas peruanas como a una reacción, ante la amenaza natural de fenómenos climáticos cíclicos, que debieron mellar en forma catastrófica su producción y subsistencia. Como una reacción ante tales catástrofes, pudiera ser que diseñaron la integración como una de las herramientas para contrarrestar los efectos que debieron ser

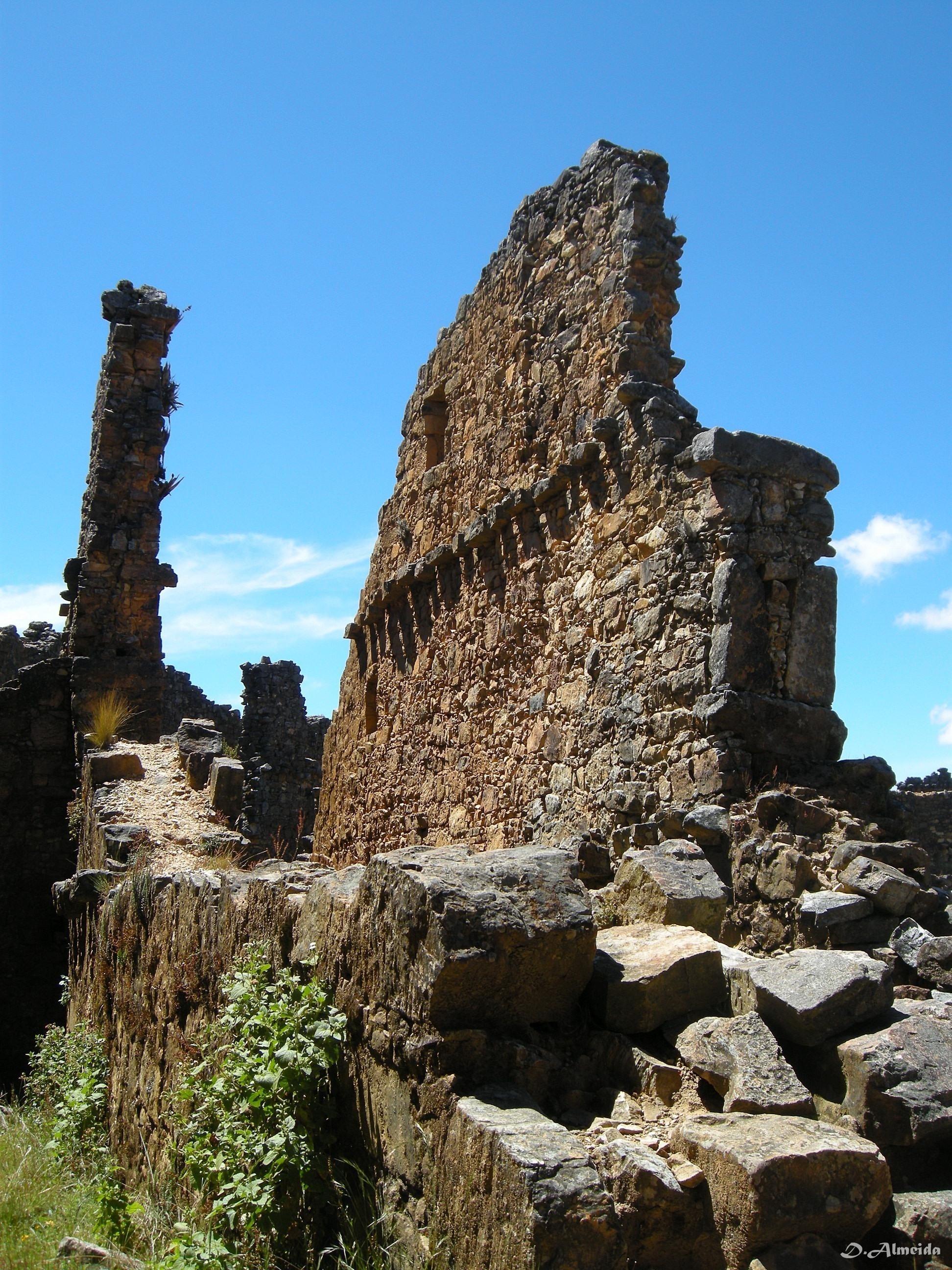
Marcahuamachuco la "Machu Picchu del Norte" sería de posible origen huari.

catastróficos de fenómenos como El Niño, en su época.
Finalmente el Estado huari dio muestra de la integración política-económica-cultual de los Andes mediante la construcción del primer sistema de caminos andinos, el cual fue posteriormente una base para el mayor sistema incaico
Las instrucciones a los gobiernos regionales y locales, seguramente iban por el derrotero de la seguridad, las buenas costumbres, la justicia y el bienestar de la Nación. Fueron los huari, los que consolidaron los principios de la reciprocidad, principio que fue la norma en posteriores reinos.
Hacia el siglo IX d. C., el Imperio huari, llega a su máximo apogeo, pero en el siglo X d. C., ya el imperio había perdido mucha del poder que tenía.Algo debió pasar sorpresivamente, para que la decadencia de este Imperio se diera. Pudiera ser que se debiera a guerras civiles internas, a la invasión de nuevos y poderosos reinos vecinos, a una revuelta generalizada de zonas alejadas que hartos de ser controlados desde lejanos sitios, se sublevaran; rivalidades entre gobernantes o de poderosos comerciantes, ganaderos o agricultores. Lo cierto es que algo se dio, que desencadenó la decadencia huari.
Las diferentes regiones del imperio se fueron independizando del poder de la capital y finalmente esta quedó abandonada y acabó siendo saqueada. Luego de desaparecer el poder imperial las grandes ciudades fueron abandonadas y en muchas regiones se regresó a la vida basada en aldeas poco desarrolladas, Otras regiones, sin embargo se embarcaron en un nuevo florecimiento regional fundándose de esta manera los reinos y señoríos del periodo Intermedio Tardío tales como Lambayeque, Chimú, Cajamarca, Chancay, el señorío chincha o el proto señorío inca.
Sin embargo, los enfrentamientos entre estos señoríos no acabaron y la formación de ejércitos, batallas e intentos de conquista continuaron hasta la expansión incaica.

### Intermedio Tardío: Naciones y confederaciones regionales
Al caer el Imperio Wari, se comienzan a desarrollar nuevos imperios y poderosos reinos y señoríos, en todo el Ande peruano. Es la época de las naciones y confederaciones regionales y abarca desde el 1200 hasta el 1465 d. C..

#### Imperio chimú

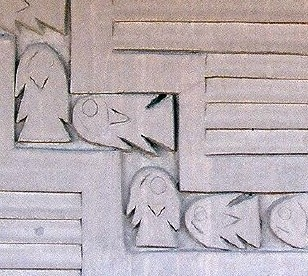
Detalle de muro Chimú en la ciudadela de Chan Chan.

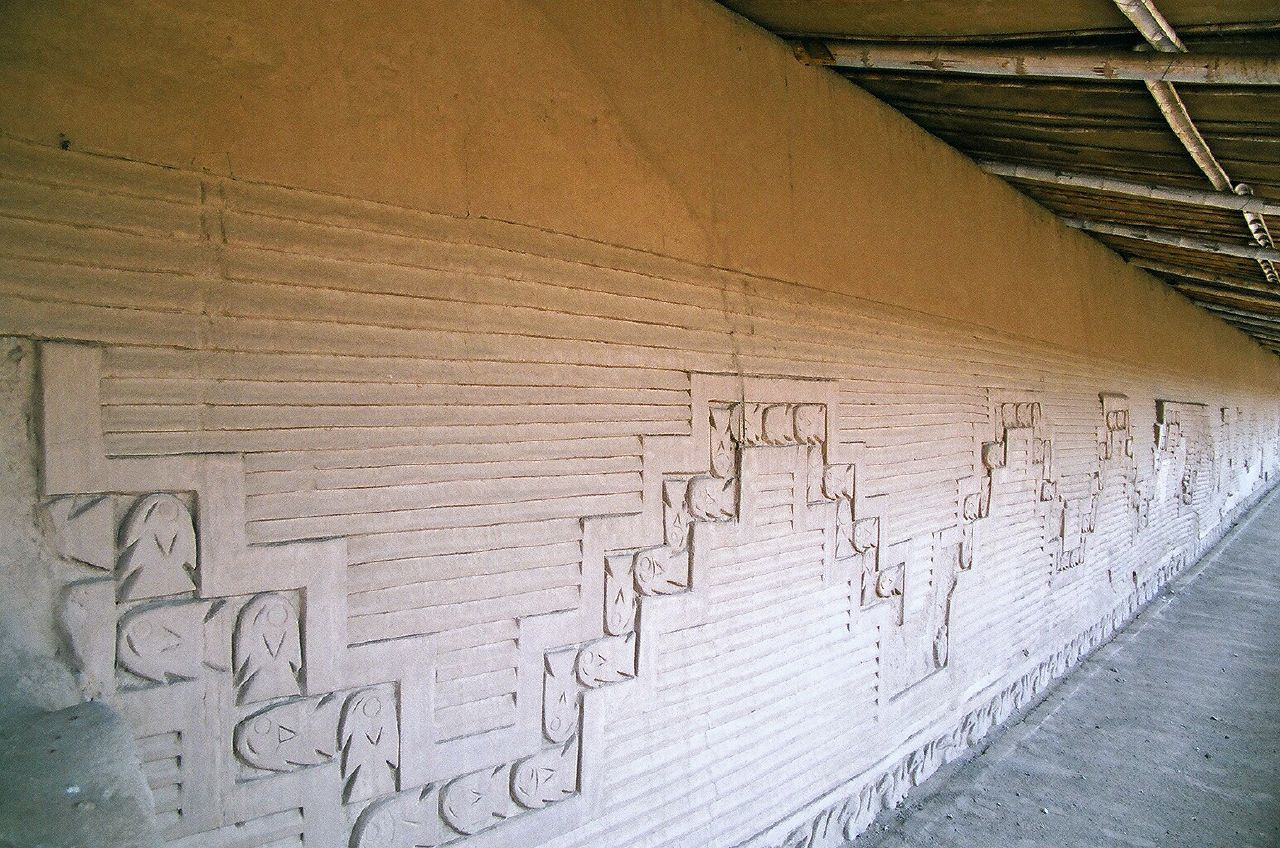
Panorámica de muro Chimú en la ciudadela de Chan Chan, Trujillo, Perú.

John Rowe lo denomina Reino chimor y es quizá el más representativo de esta etapa del desarrollo. El Imperio chimú tuvo casi 1000 kilómetros de largo y su ancho promedio fue de 50 kilómetros. Su área fue de 50.000 km², es decir, 4,17% del área del Perú actual. Fue un imperio que se desarrolló totalmente en la costa, en los valles de Lambayeque, Reque, Jequetepeque, Chicama, Moche, Virú, Chao, Santa, Huarmey, Casma, Fortaleza, Pativilca, Supe, Huaura y Chancay. La población total de este imperio fue de 500.000 habitantes y su capital fue la ciudad de Chan Chan, que albergaba a 50.000 habitantes.
La base de su economía, fue la agricultura de la que sacaron provecho en todos los valles mencionados; no tuvieron pretensiones territoriales en los Andes, salvo en aquellos, donde podían controlar el recurso hídrico, bastante escaso en la costa: «Con infraestructura de riego montada, el reino del Chimor logró cultivar el doble de tierras que en la actualidad».
Construyeron represas, acueductos, canales, puquios y acequias, tanto para mantener y mejorar sus áreas de cultivo como para ampliar su frontera agrícola. En el valle de Moche, construyeron los sistemas de riego Mochica, Huatape y Santo Domingo. El sistema La Cumbre, fue su máxima obra hidráulica, tenía 80 kilómetros de longitud y unía los valles de Chicama y Moche. Tuvieron otras irrigaciones no menos importantes, en Lambayeque por ejemplo como Taymi, Racarrumi, Chaname, Cumperlate, Chumbenequi y Talambo, que irrigaban unas 100.000 hectáreas de cultivos.
Adicional a lo anterior excavaron pozos con la finalidad de aprovechar la napa freática, como los pozos de Kiriwac, Puquio Lato, Puquio Bajo y Puquio Larrea. Las represas las construyeron con la finalidad de tener agua en épocas de sequía, un ejemplo de ello, es la represa de Bolsillo del Diablo. Los cultivos más frecuentes eran: maíz, maní, ají, algodón, pacae, ciruelo del fraile, lúcuma, palta y guanábana. La ganadería, la pesca y la caza, les proveían y completaban la dieta con el aporte proteico necesario.
Su idioma oficial fue el muchik, pero se hablaba también el quignan (entre los pescadores principalmente). Su artesanía era utilitaria y su principal materia prima fue la totora; crearon chacras artificiales o huachaques de totorales, para la construcción de sus viviendas, balsas, etc., con un ingenioso sistema de protección contra el arenamiento y consecuente secado.
El Imperio Chimú, fue diseñado basándose en polos de desarrollo y ellos fueron, Túcume, Batán Grande en la zona norte y Paramonga en el sur. Otras ciudades importantes fueron Pacatmanú (en el valle de Pacasmayo), El Purgatorio (en el valle de La Leche) y Apurtec (en el norte de Motupe). Todas las ciudades tuvieron doble función administrativa y religiosa.
La ciudad de Chan Chan, capital del imperio, fue fundada por el ciquic (‘rey’ en idioma muchik) Tacaynamo, quien además inicia las conquistas del Imperio Chimú, que son seguidas por sus descendientes, en especial por su hijo Guacricur, quien somete a las tribus aledañas al imperio, para más tarde Naucempinco llevarlas hasta Pacasmayo, por el norte y Santa, por el sur. Años después, el ciquic Minchancaman sometió a los tallanes en el norte y a los habitantes del valle de Carabayllo por el sur. Este ciquic, años después se enfrentó al Ejército Imperial Inca, comandado por el Sapa Inca, Túpac Inca Yupanqui, quien al derrotarlo, lo envió al Cusco, donde lo trataron de acuerdo a su jerarquía de ciquic con mucha cortesía, pero impusieron a Huamanchumu, quien se sometió totalmente a los incas y terminó con el Imperio chimú.
Los ciquic usaron los palacios como santuarios también. Después de muerto el ciquic, los parientes y servidores, tenían la obligación de adorar a su mallqui o momia. Un cronista dice: «Lo trataban como si estuviera vivo». El resto del pueblo, vivía en barrios marginales y en casas seguramente de quincha (barro y caña). Los chimús, estratificaron su sociedad de la siguiente manera de acuerdo a su jerarquía de mayor a menor: ciquic, a los reyes; alaec a los curacas; fixl a los hacendados; parang a los vasallos; gana a los sirvientes. No se tiene conocimiento cómo denominaron en su idioma chimor, a los curanderos y mercaderes, que eran parte de la estratificación social.
Los artesanos metalúrgicos más famosos del antiguo ande, salieron del Imperio Chimú. Manejaron el cobre, la plata y el oro con trabajos y cantidades extraordinarias. Cuando se produjo la conquista Inca, grandes cantidades de oro con sus artesanos, fueron trasladados al Cusco. Producida la conquista española al Imperio Inca, gran parte del tesoro de Atahualpa, salió de Chimú y grandes cantidades de oro en barras o trabajada, fue enviada a la Corona española desde 1533[cita requerida].

Desde Chan Chan, gobernaba su imperio un grupo despótico, fuerte y opresivo, propietario de todo lo existente, incluso los hombres; por lo que, así como cubrió de privilegio a la agricultura, se aseguró para sí el control de la distribución de la producción monopolizándola.

Esa forma de Estado, cualquiera sea la actividad primordial, era la que imperaba y la que imperó en el mundo andino autónomo.
Los métodos de sujeción se hacían a través de una férrea administración centralista, de una acicalada imposición ideológico – religiosa y de una bien preparada y despiadada organización militar.
Tacaynamo fue el fundador de Chan Chan y del imperio Chimú. Según la mitología, llegó de «allende los mares». Guacricur y Naucempinco, hijo y nieto del fundador, fueron los inciadores de la expansión de Chimú.

Chimú Minchancaman fue el último rey, de una lista que, tuvo 10 gobernantes.
Julio R. Villanueva Sotomayor: El Perú en los tiempos antiguos. Lima (Perú): Empresa Editora Nacional, pág. 134

A pesar de que los chimús llegaron a Paramonga, la fortaleza que ahí existe fue construida por los incas del ejército imperial del Sapa Inca Túpac Inca Yupanqui. Según el Inca Garcilaso de la Vega, la fortaleza de Paramonga fue construida por el ejército vencedor. Después de la victoria, Túpac Inca Yupanqui se dedicó a realizar varias obras en el reino chimú.
Dice Garcilaso de la Vega:

Particularmente, en el valle de Parmunca mandó el príncipe se hiciese una fortaleza en memoria y trofeo de la victoria que tuvo contra el rey Chimú, que la estimó en mucho por haber sido la guerra muy reñida de ambas partes. Y porque la guerra se empezó en aquél valle mandó se hiciese la fortaleza en él.

Hiciéronla fuerte y admirable en el edificio y muy galana en pinturas y otras curiosidades reales, más los extranjeros no respetaron lo uno ni lo otro para no derribarlas en el suelo: todavía quedaron algunos pedazos que sobrepujaron a la ingnorancia de los que la derribaron, para muestra de cuan grande fue.
Inca Garcilaso de la Vega: Comentarios reales de los incas (pág. 404)

#### Cultura chancay

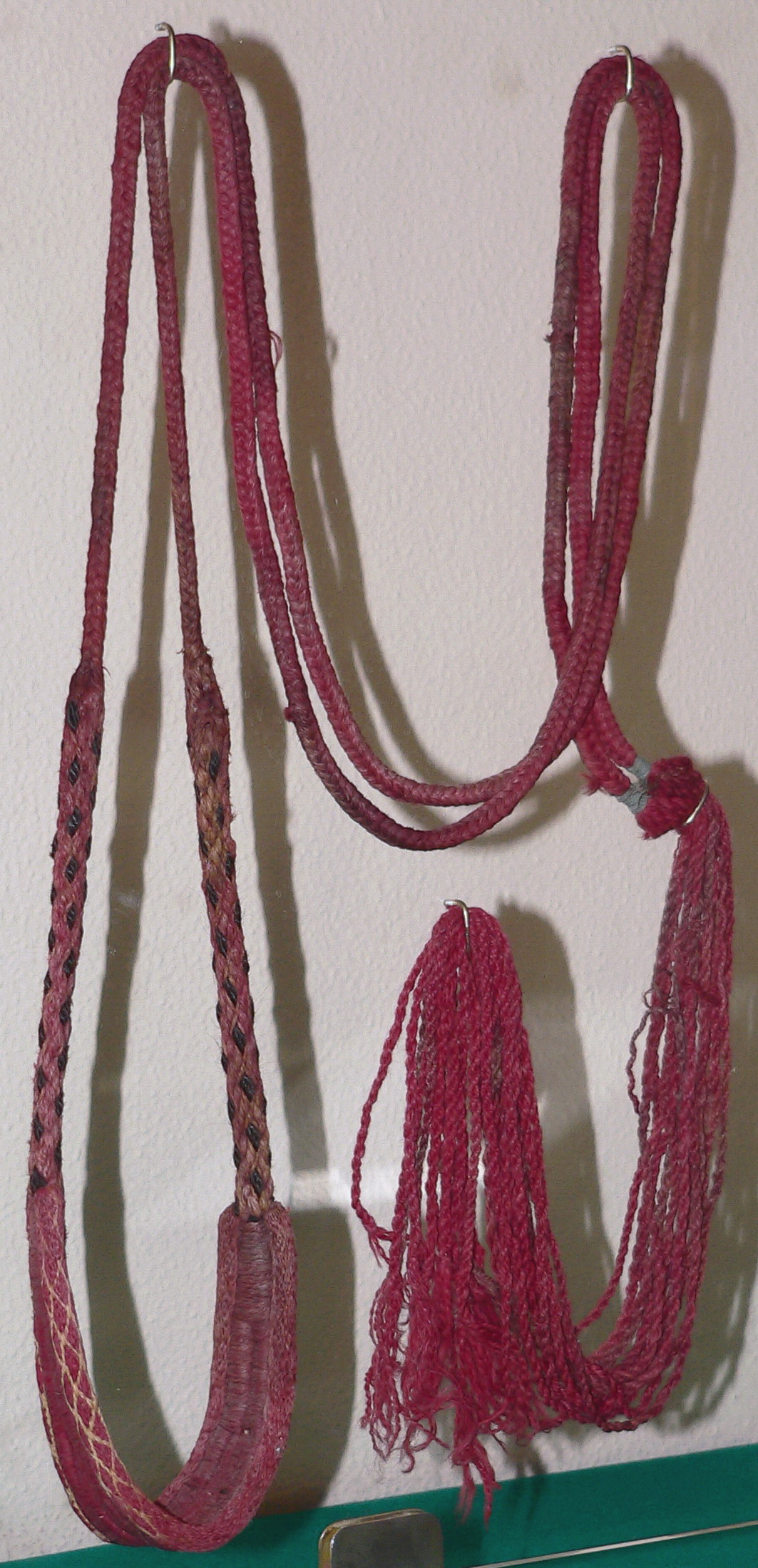
Honda de hilos de lana de la cultura chancay.

La civilización chancay se desarrolló entre los valles de Chancay, Chillón, Rímac y Lurín, en la costa central del Perú. entre los años 1200 y 1470 d. C. Su centro se ubicó a 80 kilómetros al norte de Lima. Se trata de una ubicación territorial básicamente desértica, pero con valles fértiles bañados por ríos y ricos en recursos, que permitieron, entre otros, un alto desarrollo de la agricultura. Esta cultura surge cuando se disuelve la cultura huari. El comercio que desarrolla la civilización chancay con otras regiones fue intenso y permitió contactar con otras culturas y poblados en un área extendida.
Sus textiles con encajes bordados con agujas y los tapices fueron de singular notoriedad; fueron elaborados con algodón, lana, gasa y plumas. Los efectos técnicos para ese entonces se consideran inigualados.
Sobresalió notoriamente el brocado, la tecnología de la gasa decorada y el textil pintado habiendo sido decorados con peces, aves y también con dibujos de forma geométrica. Respecto a las gasas, fueron tejidas en algodón con los que se confeccionaban artículos ligeros de forma cuadrangular de diferentes tamaños teniendo en algunas prendas dibujos de peces, felinos y aves.
La iconografía de sus mantos representaba mayoritariamente peces, felinos, pájaros, monos y perros, especialmente aquella raza oriuda, el perro sin pelo del Perú.
En el aspecto arquitectónico, esta civilización se destacó por crear centros urbanos de grandes dimensiones con montículos en forma de pirámide y complejos edificios. Fue organizada por diferentes tipos de asentamientos o ayllus y controlados por curacas o dirigentes y destacaron los centros urbanos con las típicas construcciones para dedicaciones cívico religiosas comprendiendo también los palacios residenciales.
Había dos tipos de entierro en la cultura chancay, uno especial para la clase alta o para los grandes señores, con cámaras de forma rectangular o cuadrangular, hechos de material de adobe cubiertos con techos y paredes de caña a pocos metros bajo tierra, en fardos funerarios conteniendo ceramios, tejidos y artículos en oro y plata. Se accedía por escaleras.

#### Cultura Chincha
Se desarrolló en el antiguo territorio de la cultura Nazca entre los años 900 y 1435 d. C., año en que fueran conquistados por Pachacutec cuando Guavia Rucana reinaba en Chincha. Abarcaban los actuales valles de Cañete, Chincha, Pisco y Nazca, aunque su centro político estuvo en el valle de Chincha.
Sus restos arqueológicos más importantes son La Centinela de San Pedro y La Centinela de Tambo de Mora, ambos en el valle de Chincha.
Sus actividades económicas fueron la agricultura, la pesca y, principalmente, el comercio. Y las rutas comerciales más importantes fueron las marítimas; no obstante mantuvieron un fluido comercio terrestre con el Cuzco y la meseta del Collao.
Comercializaban el spondylus (concha de abanico), chuño, charqui de llama, lanas diversas, cobre, pescado salado, calabaza, maíz, cerámica, esmeraldas y otras piedras preciosas.

##### Rutas comerciales
Tuvieron el mérito de organizar un comercio triangular en el que ellos fueron el puente comercial entre la meseta de Collao, la costa central peruana y el norte del Ecuador. Llegando su influencia comercial hasta el Mar Caribe por el norte y Valdivia por el sur.
Fueron conquistados pacíficamente por el Imperio Inca y debido a su sistema de intercambio, los chinchanos gozaron no solo de riquezas, sino de prestigio por todo el Tawantinsuyo.
Se cuenta que cuando Atahualpa Inca llegó a Cajamarca, en litera de oro, había otro señor que también llegó de la misma manera. Luego de la captura del Sapa Inca, al interrogarle Pizarro preguntó por el señor de la otra litera de oro y el Inca, respondió: «Es el Señor de Chincha, importante porque tiene más de 200 embarcaciones para el comercio y es el más rico de todos mis súbditos».
Ya durante la conquista, Chincha fue motivo de peleas entre Francisco Pizarro y Diego de Almagro.
Según un documento de la doctora María Rostworowski, en la población chincha había: Doce mil labradores o campesinos, diez mil pescadores y seis mil mercaderes, además de un número de plateros cuya mayoría estaba ausente.

#### Cultura chachapoyas

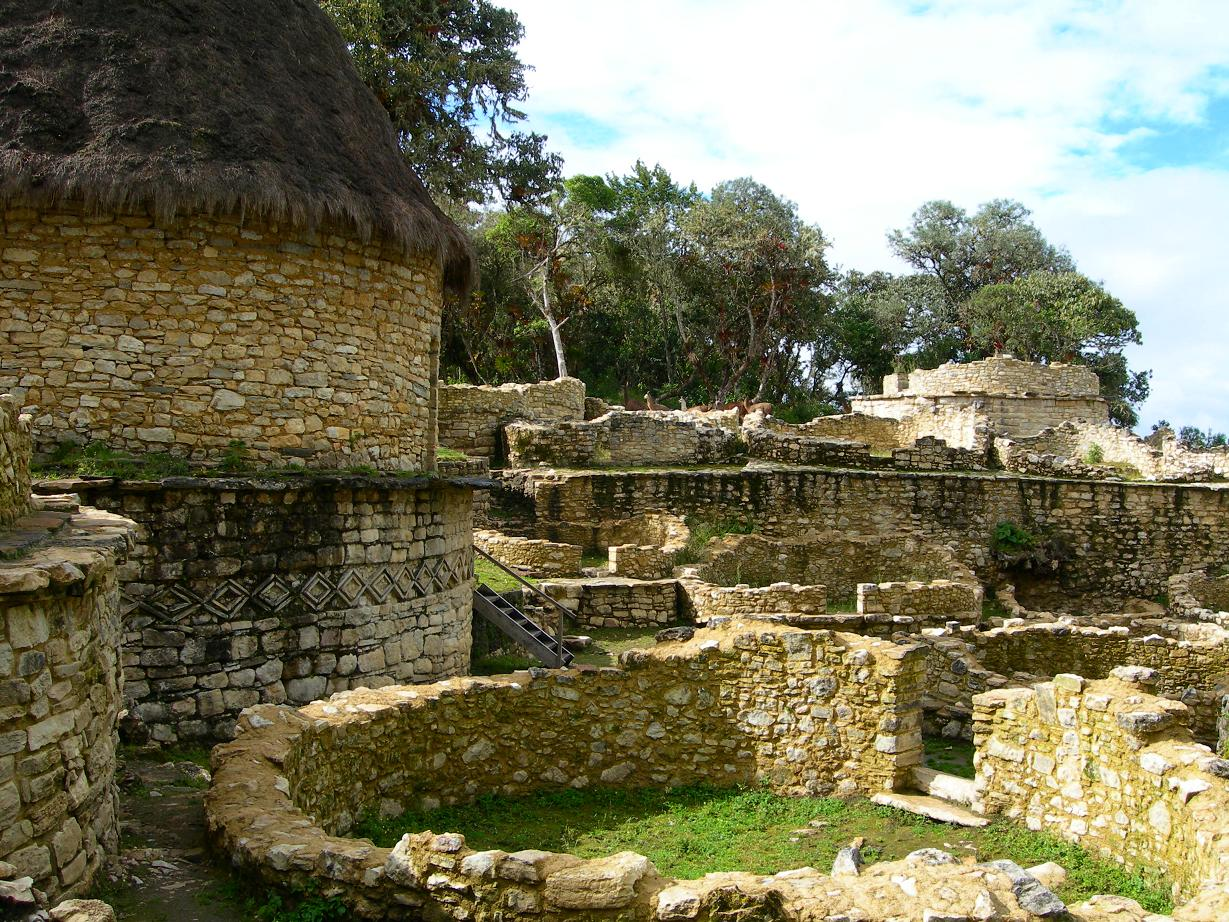
Imagen del interior de la fortaleza de Kuélap (Amazonas, Perú).

La cultura chachapoyas alcanzó su fase de florecimiento a partir del siglo XI d. C. Su territorio se extendía de norte a sur casi 400 kilómetros desde el río Marañón en la zona de Bagua, hasta la cuenca del Abiseo, donde se encuentra la ciudadela de Pajatén, y aún más al sur hasta el río Chontayacu. Abarcaba así la parte sur del actual departamento de Amazonas y sectores noroccidentales del departamento de San Martín, como también espacios del extremo oriental del departamento de La Libertad, en el actual Perú.
Numerosos y enormes conglomerados de edificaciones pétreas de planta circular como los de Olán, Congón (Vilaya), Purunllacta (Monte Peruvia) y los elevados muros-andenes de Kuélap, son testimonios del esplendor cultural alcanzado por los chachapoyas desde mucho antes de su anexión al incario. Tenemos además, en el actual departamento de San Martín, la ciudadela de Pajatén.
Los chachapoyas fueron también eximios tejedores, como lo demuestran los hallazgos realizados en la margen derecha del Pisuncho, en Carajía, en la Laguna de las Momias y en otros lugares. También docoraban mates con figuras pirograbadas, tallaban la piedra y la madera; además, dejaron muestras excepcionales de pintura mural, como la de San Antonio (Luya).
En cuanto a la cerámica, la de los chachapoyas es tosca, tanto en lo que se refiere a su factura como a su decoración. Los elementos decorativos están prácticamente limitados a motivos acordonados o achurados. Peter Lerche (1986) propone que estos son de origen amazónico. En todo caso, este sería el único patrón procedente de la Amazonia puesto que, en lo fundamental, los chachapoyas se enraízan en la tradición cultural andina. Por el territorio chachapoyas aparece, igualmente disperso, un tipo de cerámica negra bien alisada, afiliada, al parecer, a la alfarería chimú.
Tupac Inca Yupanqui fue el responsable de la conquista de los chachapoyas, y para evitar un posterior levantamiento, los incas instalaron poderosas guarniciones en la comarca y ordenaron el traslado de grupos de lugareños al Cusco bajo el sistema de mitmac, o sea de cambio de terruño de grupos humanos, donde les dio tierras para labrar y lugares para casas no muy lejos de un collado que está pegado a la ciudad [del Cusco] llamado Carmenqa.

#### Cultura diaguita

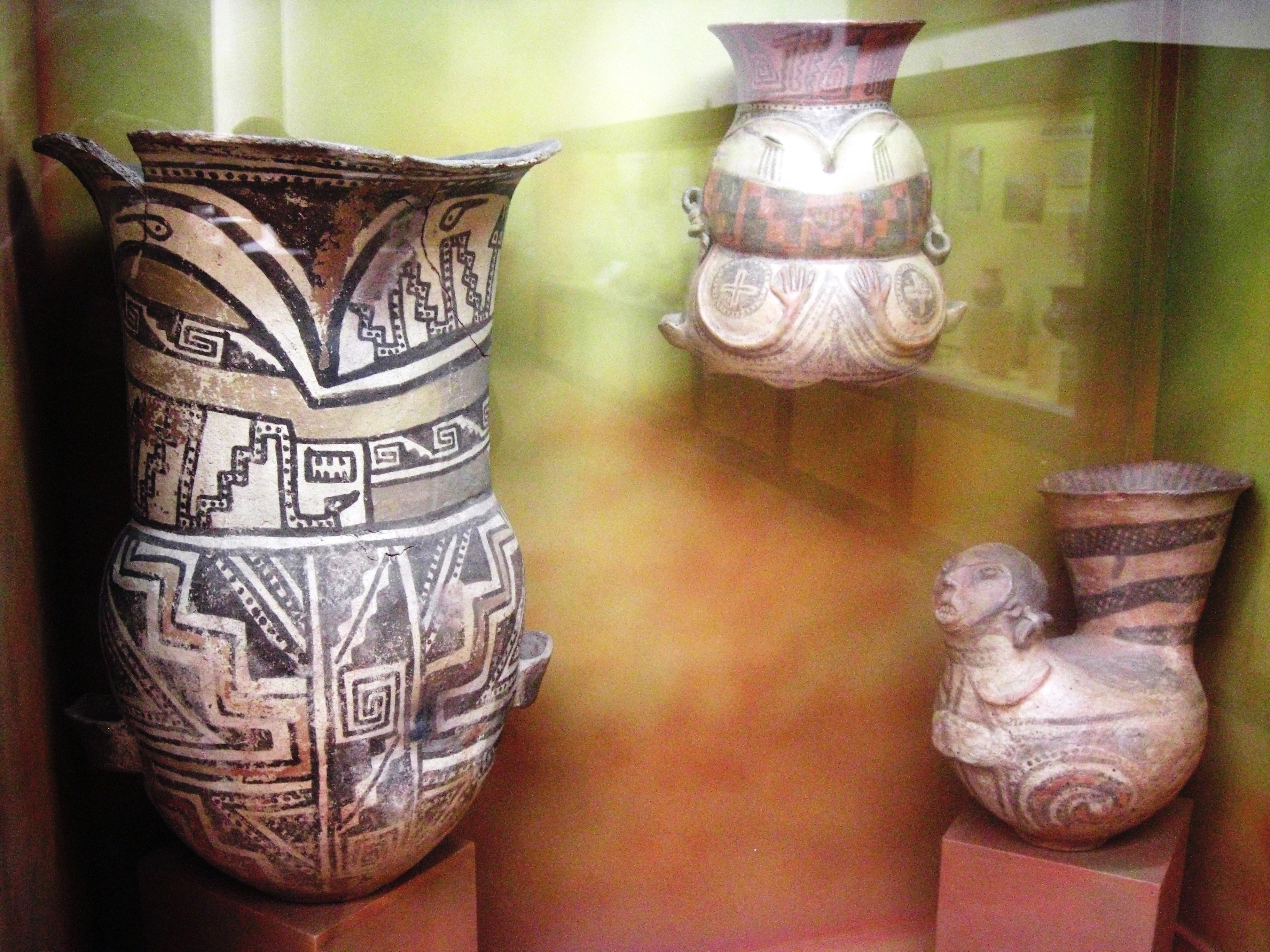
Alfarería de los Valles calchaquíes (Argentina). Museo de La Plata.

Los diaguitas fueron una cultura precolombina que tuvo su mayor desarrollo entre los siglos X y XVI d. C. Tuvieron una amplia extensión territorial: en Chile abarcaron los valles de los ríos Copiapó, Huasco, Elqui, Limarí y Choapa; en la Argentina abarcaron los Valles Calchaquíes de Salta y Tucumán, toda Catamarca, gran parte de La Rioja, parte occidental de Santiago del Estero (la sierra y el río Dulce) y norte de San Juan (río Bermejo, valle de Jáchal y Valle Fértil) y, en menor medida, en el extremo noroccidental de Córdoba.
Aunque sus orígenes difieren de los pueblos andinos (los diaguitas tenían linajes huárpidos, pámpidos y andinos); al menos a partir de Tiawanaku recibieron importante influjo cultural (religioso, agrícola, estilos de cerámica, etc) desde los Andes centrales
La agricultura se hacía en terrazas de cultivo en las laderas de las montañas. Se trabajaba la tierra en común y se guardaba parte de la cosecha en los depósitos comunales. Cultivaban quinua, kiwicha, porotos, ajíes, papa y maíz y recolectaban frutos silvestres, como los del algarrobo, chañar, y copao, además de algodón para elaborar los trajes. Con el «taco» u algarrobo criollo, los diaguitas cubrían varias de sus necesidades básicas. Usaban la madera como leña o para la fabricación de enseres; de la corteza y de la raíz obtenían tinta para teñir lanas y telas, y de sus frutos hacían harina para cocinar un pan llamado patay.
La vida diaguita se mantuvo estable hasta la llegada de las tropas del Inca Túpac Yupanqui en el año 1470, quien tenía a disposición 10.000 soldados, según lo comentado por el Inca Garcilaso. La conquista probablemente no se realizó de norte a sur como fuese lo esperable, las cerámicas incas encontradas en los valles del Elqui y Limarí, anteriores a las encontradas en Copiapó, hacen suponer que el Inca cruzó desde Tucumán hacia estos valles y desde ahí expandió sus conquistas hacia los valles aledaños.
La ausencia de estructuras defensivas, pukaras y el rápido cambio estilístico de las cerámicas locales hacia estilos propios del Cuzco describen una invasión inca que no tuvo mucha resistencia. La presencia de ciertas cerámicas (vasijas pakcha) destinadas para ritos exclusivos incas y otras vasijas destinadas a los jefes locales de claro diseño cuzqueño hacen suponer una fuerte alianza política entre ambos pueblos.
El nombre «diaguita» es quechua con etimología aimara, y quiere decir ‘serrano’. Esto fue impuesto por los incas y divulgado luego por los españoles.

#### Picunches

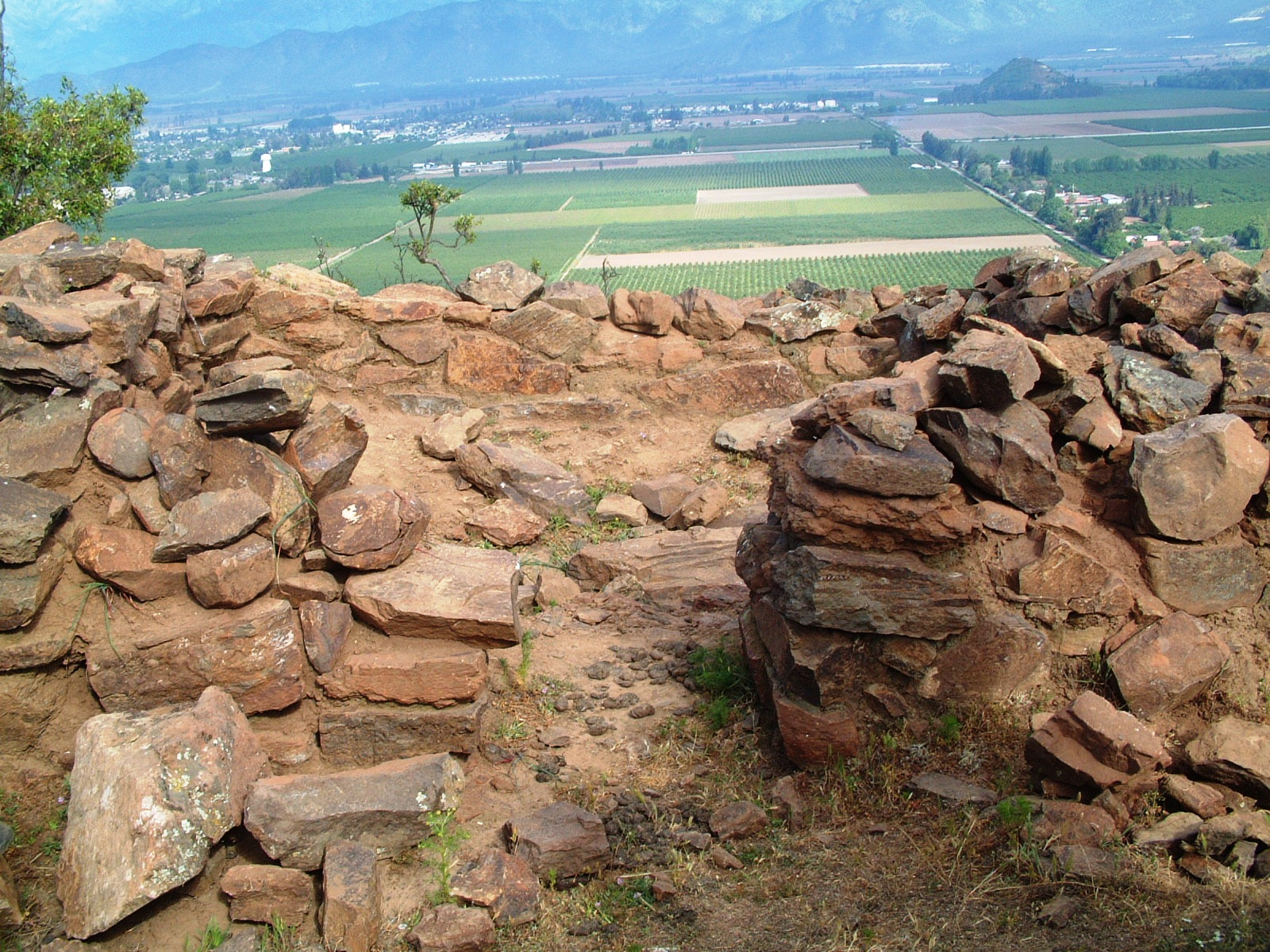
Vestigios de edificación Inca: Pucará de La Compañía (VI Región del Libertador General Bernardo O'Higgins, en Chile).

Los picunches, promaucaes según la historiografía peruana, o mapuches del Pikun Mapu ("gente del norte"), fue una de las cinco etnias mapuches, habitó principalmente entre los ríos Itata y Biobío en la zona centro-sur del actual Chile, adelantando sus líneas territoriales unos 600 kilómetros más al norte a mediados del siglo XV, para defender a sus pueblos aliados y defenderse ellos mismos de los invasores incas que llegaron hasta el río Maule con la intención de conquistarlos a fines del siglo XV. Producto de ello este grupo mapuche avanzó primero hasta el río Maule, luego al Cachapoal, Maipo, para concluir en tregua con los Incas y fijar la demarcación territorial Mapuchunko, actual río Mapocho, pero llegando con avanzadas territoriales hasta el Aconcagua unos 100 kilómetros más al norte.
Los Incas los denominaban de distintas formas de acuerdo al nombre del Cacique (lonco), sin distinguir si se trataba de mapuches o subgrupos quechuas. Su población a la llegada de los españoles (1536) era de 110.000 a 220.000 personas y hacía fines del virreinato terminaron por convertirse en la base principal de la población mestiza de Santiago de Chile.
Son el grupo Mapuche que tuvo mayor contacto con subgrupos quechuas, dada los diaguitas.
Políticamente, los picunches se agrupaban en lofes o linajes familiares, dirigidos cada cual por un lonco o cacique. En ocasiones excepcionales, los lofes se agrupaban en aillarehues.
Los picunches fabricaron su propia cerámica: vasijas, jarros y fuentes, todo ello en greda, y también sus herramientas para trabajar la tierra, además de otros instrumentos de uso diario, como pipas y piedras para moler el maíz.
Practicaban un sistema agrícola denominado «roza», que consistía en derribar árboles y quemarlos. Luego sobre las cenizas, que servían de abono, echaban semillas.
También criaron animales, especialmente llamas y guanacos. De ellos obtenían carne, y lana para sus vestimentas.
Sus casas eran de barro y techo de totora. Su idioma fue originalmente el mapudungún, pero dado el gran número de quechuismos en el español chileno, es de suponer que después de las campañas de expansión del imperio inca se extendió el uso del quechua entre ellos.

## Lenguas preincaicas conocidas
Antes de la expansión del quechua por la zona andina de América del Sur, se hablaban numerosas lenguas diferentes, algunas de las cuales pueden asociarse a los grandes reinos existentes antes de la formación del imperio incaico. Otras lenguas en cambio no pueden asociarse simplemente a ningún reino importante, porque políticamente sus hablantes no formaron unidades centralizadas. Sin embargo, estas lenguas preincaicas, frecuentemente influyeron en el quechua hablado localmente, ejerciendo una influencia de tipo sustrato lingüístico. El número de pueblos diferentes en la época preincaica puede estimarse a partir del número de lenguas preincaicas conocidas. En el norte del imperio incaico las lenguas preincaicas más importantes fueron:
- idioma mochica, que fue una de las lenguas principales de las culturas mochica y chimú.
- idioma quingnam, que fue una de las lenguas principales en el reino chimú.
- idioma chacha, que seguramente fue la lengua principal en la cultura chachapoyas.

En el sur del imperio incaico las lenguas preincaicas principales fueron:
- idioma puquina
- idiomas aimaras, especialmente en Bolivia, su influencia es particularmente notoria en el quechua Cuzco-Collao cuya fonología quedó fuertemente afectada por el substrato aimara.
- idiomas uru-chipayas
- idiomas huarpes, en el extremo sur del imperio incaico.